# الألعاب الأولمبية الصيفية 2000
الألعاب الأولمبية الصيفية 2000، والمعروفة رسميًا باسم دورة الألعاب الأولمبية السابعة والعشرين، والمُعتمدة تجاريًا تحت اسم سيدني 2000، والمُلقبة أيضًا بـ«ألعاب الألفية الجديدة»، هي دورة دولية متعددة الرياضات، أُقيمت في مدينة سيدني بولاية نيو ساوث ويلز في أستراليا، خلال الفترة من 15 سبتمبر إلى 1 أكتوبر 2000. مثّلت هذه الدورة ثاني مرة تستضيف فيها أستراليا الألعاب الأولمبية الصيفية، وكذلك ثاني استضافة في نصف الكرة الجنوبي، بعد دورة ملبورن 1956.
شاركت في الدورة فرق تمثّل 199 دولة، وكانت أول دورة أولمبية يُدرج في برنامجها الرسمي ما لا يقل عن 300 منافسة رياضية. قُدّرت تكلفة الألعاب بنحو 6.6 مليار دولار أسترالي. وقد شكّلت هذه الدورة المحطة الأخيرة في رئاسة الإسباني خوان أنطونيو سامارانش للجنة الأولمبية الدولية، قبل أن يخلفه البلجيكي جاك روغ.
تصدّرت الولايات المتحدة الأمريكية جدول الميداليات النهائي، تلتها روسيا ثم الصين، بينما حلّت الدولة المُضيفة أستراليا في المرتبة الرابعة. وشهدت الدورة تحقيق الكاميرون، وكولومبيا، ولاتفيا، وموزمبيق، وسلوفينيا لأول ميدالية ذهبية في تاريخها الأولمبي، فيما نالت كلٌّ من باربادوس، والكويت، وقيرغيزستان، ومقدونيا، والسعودية، وفيتنام أولى ميدالياتها الأولمبية على الإطلاق.
نال تنظيم دورة سيدني 2000 إشادة واسعة النطاق، إذ امتدحت وسائل الإعلام العالمية كفاءة التنظيم، وتفاني المتطوعين، وروح الرياضة، وحفاوة الاستقبال من قِبل الجمهور الأسترالي. وصف بيل برايسون من صحيفة ذا تايمز الدورة بأنها «واحدة من أنجح الفعاليات على المستوى العالمي»، معتبرًا أنها «لم يكن بالإمكان تنظيمها بصورة أفضل». أما جيمس موسوب من إلكترونيك تلغراف فأكد أن الدورة كانت ناجحة لدرجة تجعل أي مدينة تفكّر في الترشح لأولمبياد مستقبلي «تتساءل كيف يمكنها بلوغ المعايير التي أرستها سيدني». وذهب جاك تود من مونتريال غازيت إلى حد اقتراح أن «اللجنة الأولمبية الدولية ينبغي أن تعلن التوقف عند هذا الحد»، قائلاً إن «سيدني كانت استثنائية ومتفوقة». شكّلت هذه الدورة مصدر إلهام لندن في سعيها الناجح لاستضافة أولمبياد 2012؛ إذ صرّح سيب كو بأن دورة سيدني كانت «المعيار الروحي للألعاب الأولمبية، بلا شك»، مشيرًا إلى أن اللجنة المنظمة في لندن «سعت في عدة جوانب إلى محاكاة ما أنجزته اللجنة المنظمة لسيدني».
ومن المرتقب أن تستضيف مدينة بريزبان الأسترالية دورة الألعاب الأولمبية الصيفية 2032، لتُصبح أستراليا أول دولة في منطقة آسيا والمحيط الهادئ تنظم الألعاب الصيفية ثلاث مرات، وثاني دولة على مستوى العالم تحقق هذا الإنجاز بعد الولايات المتحدة الأمريكية، حيث ستلي بريزبان استضافة لوس أنجلوس للألعاب في صيف 2028.

## اختيار المدينة المضيفة
فازت مدينة سيدني بحق استضافة دورة الألعاب الأولمبية الصيفية لعام 2000 في 24 سبتمبر 1993، بعد تفوقها على بكين وبرلين وإسطنبول ومانشستر عبر أربع جولات تصويت، خلال الدورة الـ101 للجنة الأولمبية الدولية التي عُقدت في مونت كارلو، موناكو. وكانت كلٌّ من برازيليا وميلانو وطشقند قد تقدّمت بملفات ترشيح قبل أن تعلن انسحابها في مراحل مختلفة من عملية الترشّح. وكانت مدينة ملبورن الأسترالية — التي سبق أن استضافت الألعاب الأولمبية الصيفية سنة 1956 — قد خسرت المنافسة أمام أتلانتا لاستضافة أولمبياد 1996 قبل ثلاث سنوات من التصويت على أولمبياد 2000. فازت بكين لاحقًا بحق تنظيم دورة الألعاب الأولمبية الصيفية لعام 2008 في 13 يوليو 2001، وكذلك دورة الألعاب الأولمبية الشتوية لعام 2022 في 31 يوليو 2015، لتُصبح بذلك أول مدينة تستضيف نسختين صيفية وشتوية من الألعاب الأولمبية، بعدما أخفقت في نيل شرف الاستضافة عام 2000. كما نالت ميلانو لاحقًا شرف تنظيم أولمبياد شتاء 2026 بالشراكة مع كورتينا دامبيدزو، بعد ستة وعشرين عامًا من خسارتها في تصويت 1993. مثّل إخفاق بكين في الفوز باستضافة أولمبياد 2000 ضربة موجعة لأولويّة سياسية ملحّة آنذاك لدى قيادة الحزب الشيوعي الصيني، بعدما خاضت العاصمة الصينية إحدى أكثر حملات الترشيح كثافةً وإنفاقًا في التاريخ الأولمبي، سواء على صعيد الألعاب الصيفية أو الشتوية. ترى بعض التحليلات أن الحملة التي قادتها منظمة «هيومن رايتس ووتش» ضد منح الأولمبياد لبكين بسبب سجلّ الصين في حقوق الإنسان وعزلتها الدولية بعد قمع احتجاجات تيانانمن عام 1989، قد لعبت دورًا حاسمًا في تحديد النتيجة، رغم عدم معرفة الهوية الدقيقة للعضوين اللذين يُرجّح أنهما حوّلا التصويت لصالح سيدني في الجولة الأخيرة. وقد أثار هذا الإخفاق غضبًا واسعًا في الداخل الصيني، إذ اعتُبر نتيجة لـ «تدخل غربي» تقوده الولايات المتحدة في التصويت، مما أسهم في تصاعد المشاعر المناهضة للغرب داخل الصين، وأدخل العلاقات الصينية–الأمريكية في مرحلة جديدة من التوتر والتصعيد.
| المدينة | البلد           | الجولة | الجولة | الجولة | الجولة |
| المدينة | البلد           | 1      | 2      | 3      | 4      |
| ------- | --------------- | ------ | ------ | ------ | ------ |
| سيدني   | أستراليا        | 30     | 30     | 37     | 45     |
| بكين    | الصين           | 32     | 37     | 40     | 43     |
| مانشستر | بريطانيا العظمى | 11     | 13     | 11     | —      |
| برلين   | ألمانيا         | 9      | 9      | —      | —      |
| إسطنبول | تركيا           | 7      | —      | —      | —      |

## الألعاب

### التكاليف
قدّرت دراسة "أولمبياد أكسفورد" لعام 2016 الكلفة الفعلية لدورة سيدني 2000 بنحو 5 مليارات دولار أمريكي بأسعار عام 2015، مع تسجيل فائض في التكاليف بنسبة 90٪ بالقيمة الحقيقية. تشمل هذه الكلفة النفقات المرتبطة بالرياضة فقط، وهي تشمل: التكاليف التشغيلية التي تكبّدتها اللجنة المنظمة لتنظيم الألعاب، مثل الإنفاق على التكنولوجيا والنقل والقوى العاملة والإدارة والأمن والخدمات الطبية والمراسم؛ والتكاليف الرأسمالية المباشرة التي تحمّلتها المدينة المضيفة أو الحكومة الوطنية أو المستثمرون من القطاع الخاص لبناء المنشآت الرياضية وقرية الرياضيين ومركز البث الدولي والمركز الإعلامي، وهي جميعها مرافق أساسية لاستضافة الألعاب. لا تشمل التقديرات التكاليف الرأسمالية غير المباشرة، مثل تحسين شبكات الطرق والسكك الحديدية والمطارات، أو ترقية الفنادق، أو أي استثمارات تجارية لا ترتبط مباشرة بتنظيم الدورة. وتُقارن كلفة دورة سيدني بتكلفة بلغت 4.6 مليارات دولار لأولمبياد ريو 2016، و40 إلى 44 مليار دولار لأولمبياد بكين 2008، و51 مليار دولار لأولمبياد سوتشي 2014، الذي يُعد الأغلى في تاريخ الألعاب. أما متوسط تكلفة الألعاب الصيفية منذ عام 1960، فيقدّر بنحو 5.2 مليارات دولار، مع متوسط فائض في التكاليف يصل إلى 176%.
أفاد تقرير المدقق العام لولاية نيو ساوث ويلز في عام 2000 بأن إجمالي كلفة الألعاب الأولمبية بلغت 6.6 مليارات دولار أسترالي، فيما تراوح العبء الصافي على الخزينة العامة بين 1.7 و2.4 مليار دولار أسترالي. شهدت السنوات السابقة للدورة تحويلًا في التمويل من قطاعات التعليم والصحة نحو تغطية نفقات الأولمبياد.
قُدّر الأثر الاقتصادي للألعاب بأنه أدّى إلى تراجع الاستهلاك العام بنحو 2.1 مليار دولار أسترالي. ولم تحقق الدورة نموًّا اقتصاديًّا صافيًا يُذكر، إذ شهدت السياحة الأجنبية إلى نيو ساوث ويلز نموًا أقل من النمو الإجمالي للسياحة الوافدة إلى أستراليا بعد عام 2000. كما لم يتحقّق ما يُعرف بـ«أثر المضاعف» على النمو الاقتصادي، لأن مثل هذه التحليلات تتجاهل أن الموارد يتم تحويلها من مشاريع أخرى، فبناء ملعب رياضي قد يكون على حساب تطوير مستشفى أو بنية تحتية أخرى. كما أن هذه المنشآت الرياضية لا تُضيف إلى رصيد رأس المال الإنتاجي في المدى الطويل، إذ أن منشآت مثل ميادين الفروسية أو ملاعب السوفتبول أو المجاري المائية الاصطناعية لا تُعد ذات نفعٍ يُذكر بعد انتهاء وظيفتها الأولمبية.
واجهت العديد من المنشآت التي شُيّدت ضمن « منتزه سيدني الأولمبي» تحديات مالية في السنوات التالية للألعاب، إذ فشلت في تحقيق معدلات الحجز اللازمة لتغطية تكاليف الصيانة. ولم يستعد المنتزه حيويته بين المواطنين إلّا مع استضافة كأس العالم للرغبي عام 2003. أبدت حكومة نيو ساوث ويلز في السنوات اللاحقة قلقها من تصاعد تكاليف البنية التحتية لبعض هذه المرافق، لا سيّما الواقعة في غرب سيدني. وقد قدّرت تكلفة خطوط المترو والترام المقترحة بين المنتزه وباراماتا بمبالغ تقارب ما أُنفق على الألعاب نفسها.[بحاجة لمصدر] دعت رئيسة وزراء الولاية، غلاديس بيريجيكليان، في عام 2017، إلى هدم «ملعب أستراليا» باعتباره «مشيّدًا للأولمبياد» وليس ملائمًا لاحتياجات المتفرّجين المعاصرين. إلا أن الخطّة أُلغيت عام 2020 في ظل جائحة كوفيد-19. ويُذكر أن مضمار «دانك غراي» للدراجات واجه صعوبات في تغطية تكاليف صيانته السنوية البالغة نصف مليون دولار أسترالي، رغم استمراره في استضافة فعاليات سباقات المضمار.

### الملخص الزمني للألعاب الأولمبية الصيفية 2000
انطلقت منافسات كرة القدم في 13 سبتمبر، قبل يومين من موعد مراسم الافتتاح الرسمية التي أُقيمت في 15 سبتمبر، من خلال مباريات دور المجموعات. ومن أبرز تلك المواجهات ما شهده ملعب الكريكيت في ملبورن – الذي كان الاستاد الرئيسي لأولمبياد 1956 – حيث خسر المنتخب الأسترالي أمام نظيره الإيطالي بنتيجة 1–0.

#### اليوم الأول: 15 سبتمبر

##### عروض ثقافية بارزة

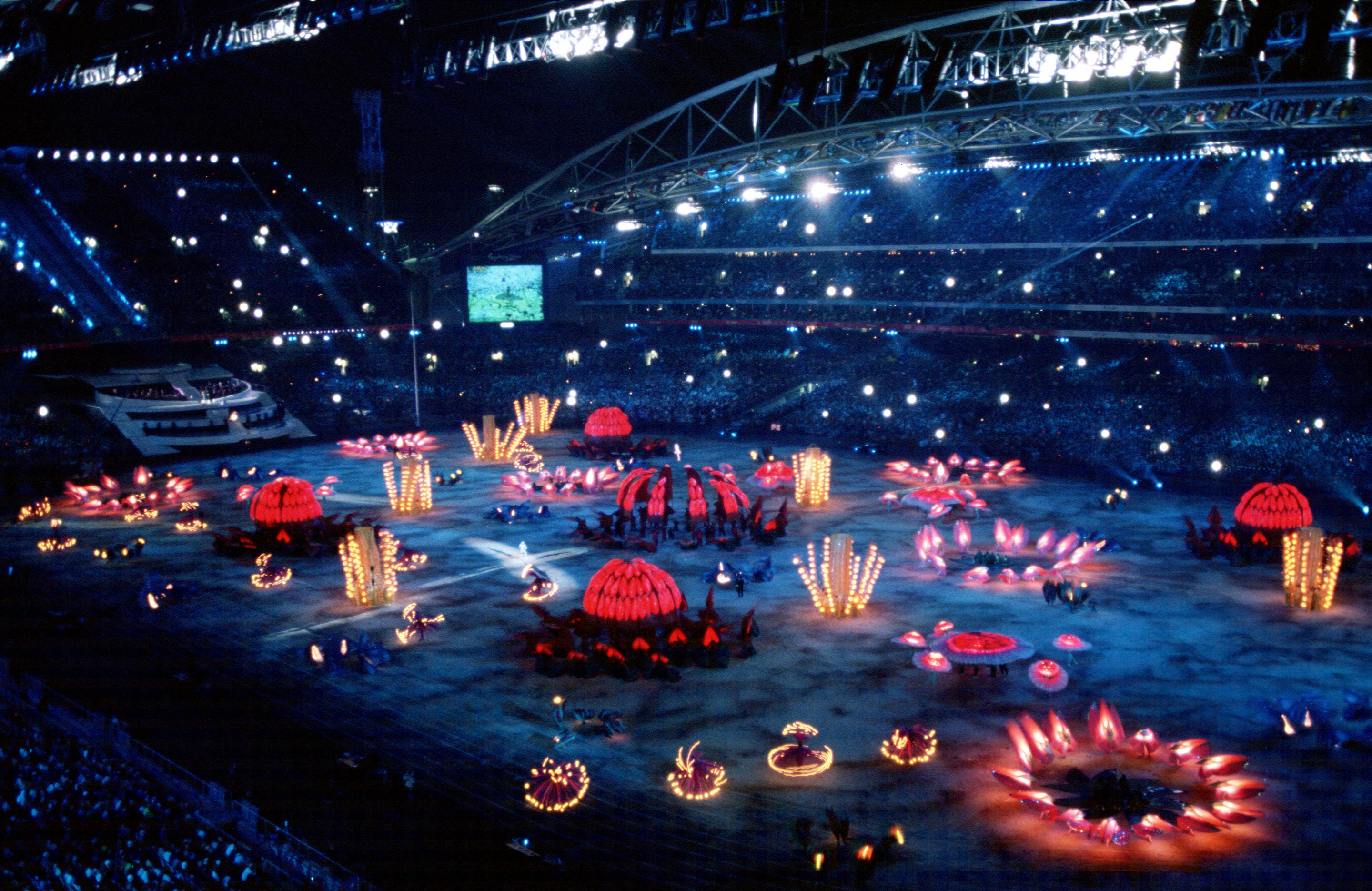
حفل افتتاح دورة الألعاب الأولمبية الصيفية 2000 في ملعب أستراليا، في 15 سبتمبر 2000.

استُهل حفل الافتتاح بتحية لتقاليد الرعاة الأستراليين وتراث «حصان الرعي» الذي يشكّل رمزًا أصيلًا في هوية البلاد. وقد أُنتج العرض بالتعاون بين «المنظمة الأولمبية للبث في سيدني» و«شبكة سفن» الأسترالية. وتقدّم العرض الفارس ستيف جيفريز على صهوة جواده «آمو» من سلالة حصان الرعي الأسترالي، وبمجرد صفعه لسوط الرعاة، اقتحم 120 فارسًا آخرين الساحة، حيث أدّت جيادهم استعراضات دقيقة، بما في ذلك تشكيل حلقات الألعاب الأولمبية الخمس، على أنغام نسخة جديدة من الموسيقى التي ألّفها بروس رولاند لفيلم الرجل من النهر المثلج عام 1982.
أُدّي النشيد الوطني الأسترالي بمقطعَين غنائيين؛ الأول بصوت فرقة هيومان ناتشر، والثاني بصوت المغنية جولي أنتوني.
شملت الفقرات الثقافية عرضًا متعدد الأبعاد تناول علاقة الأستراليين بالساحل المحيط بالقارة–الجزيرة، وتاريخ السكان الأصليين، ووصول «الأسطول الأول»، والهجرات اللاحقة من مختلف الأمم، والصناعات الريفية التي شكّلت دعامة الاقتصاد الوطني، بما في ذلك مشهد يجسّد قسوة الحياة الريفية، مستوحًى من لوحات الرسام سير سيدني نولان. وكان من أبرز هذه العروض مشهدٌ مثّل «قلب البلاد» أدّته 200 امرأة من السكان الأصليين في وسط أستراليا، ووصِف بأنه «استدعاء لروح الإله العظيمة لحماية الألعاب». كما نال مشهد لعدة مئات من المراهقين وهم يؤدّون رقصات نقر الأرجل الصاخبة، تمثيلًا لقطاع البناء، حضورًا لافتًا رغم ما قيل عن ضجيجه الزائد.
رافقت السباحة الأولمبية السابقة والنائبة في برلمان نيو ساوث ويلز، داون فريزر، رئيس اللجنة الأولمبية الدولية آنذاك، خوان أنطونيو سامارانش، خلال العروض الثقافية، في ظل مرض زوجته وعدم قدرتها على الحضور، موضّحة له الخلفيات الرمزية لتلك العروض في الثقافة الأسترالية التي قد تكون غريبة على الزوار من الخارج.

##### العرض الرسمي
دخل الاستاد الأولمبي وفود تمثّل 199 دولة، وهو رقم قياسي في حينه، فيما حصدت 80 دولة منها على الأقل ميدالية واحدة خلال الدورة، وهو أيضًا رقم غير مسبوق. غابت أفغانستان عن الألعاب بعدما مُنعت من المشاركة نتيجة حكم حركة طالبان المتطرّف، وما رافقه من قمع للنساء وحظرٍ للأنشطة الرياضية. وشهد الحفل دخولًا موحّدًا لوفدي كوريا الشمالية وكوريا الجنوبية تحت علمٍ خاص بالوحدة، يظهر فيه شبح أزرق لشبه الجزيرة الكورية على خلفية بيضاء. كما شارك أربعة رياضيين من تيمور الشرقية – التي لم تكن قد أنشأت لجنة أولمبية وطنية بعد – تحت العلم الأولمبي، حاملين الرمز IOA، وساروا في العرض مباشرة قبل البلد المضيف. وأعلن الحاكم العام، السير ويليام دين، رسميًا افتتاح الدورة الأولمبية.
حُمل العلم الأولمبي حول الاستاد على يد ثمانية من الأبطال الأولمبيين الأستراليين السابقين: بيل رويكروفت، موراي روز، ليان توث، جيليان رولتون، مارجوري جاكسون، لورين كْراب، مايكل ويندن، ونيك غرين. أنشدت جوقة الألفية التابعة لأبرشية الكنيسة الأرثوذكسية اليونانية في أستراليا نشيد الألعاب الأولمبية باللغة اليونانية خلال رفع العلم. تلت ذلك فقرة غنائية أدّت فيها المغنية تينا أرينا أغنية الشعلة، التي كُتبت خصيصًا للمناسبة.
بلغ الحفل ذروته بوصول الشعلة الأولمبية إلى الاستاد، يحملها العداء السابق هيرب إليوت. تناوب عدد من الرياضيات الأستراليات المتوجات بميداليات أولمبية على حمل الشعلة بمناسبة مرور مئة عام على مشاركة النساء في الألعاب الأولمبية، وهن: بيتي كوثبرت، رايلين بويل، داون فريزر، شيرلي ستريكلاند (لاحقًا شيرلي دي لا هنتي)، شين غولد، وديبي فلينتوف-كينغ، قبل أن يُسلّمنها إلى كاثي فريمان، التي أوقدت الشعلة في مرجلٍ محاط بدائرة نارية. وكان اختيار فريمان – وهي من السكان الأصليين – لتولّي هذه المهمة محطّ إشادة واسعة، لا سيّما في ظلّ التاريخ الطويل لانتهاكات حقوق السكان الأصليين في أستراليا. ومع ذلك، تعرّضت فريمان لاحقًا لبعض الإساءات العنصرية من قِبل فئة من الجمهور. تعرّضت اللحظات الختامية للحفل إلى عطل فني حين فشل أحد المفاتيح الحاسوبية، ما تسبّب بتوقف مؤقّت لصعود الشعلة، حيث بقيت معلّقة في الهواء لنحو أربع دقائق بدلًا من صعودها الفوري على منحدر مائي نحو أعلى الاستاد. استُؤنفت العملية يدويًا بعد تجاوز العطل، واكتملت مسيرة الشعلة، لتُختتم المراسم بعرضٍ مهيبٍ من الألعاب النارية.

#### اليوم الثاني: 16 سبتمبر

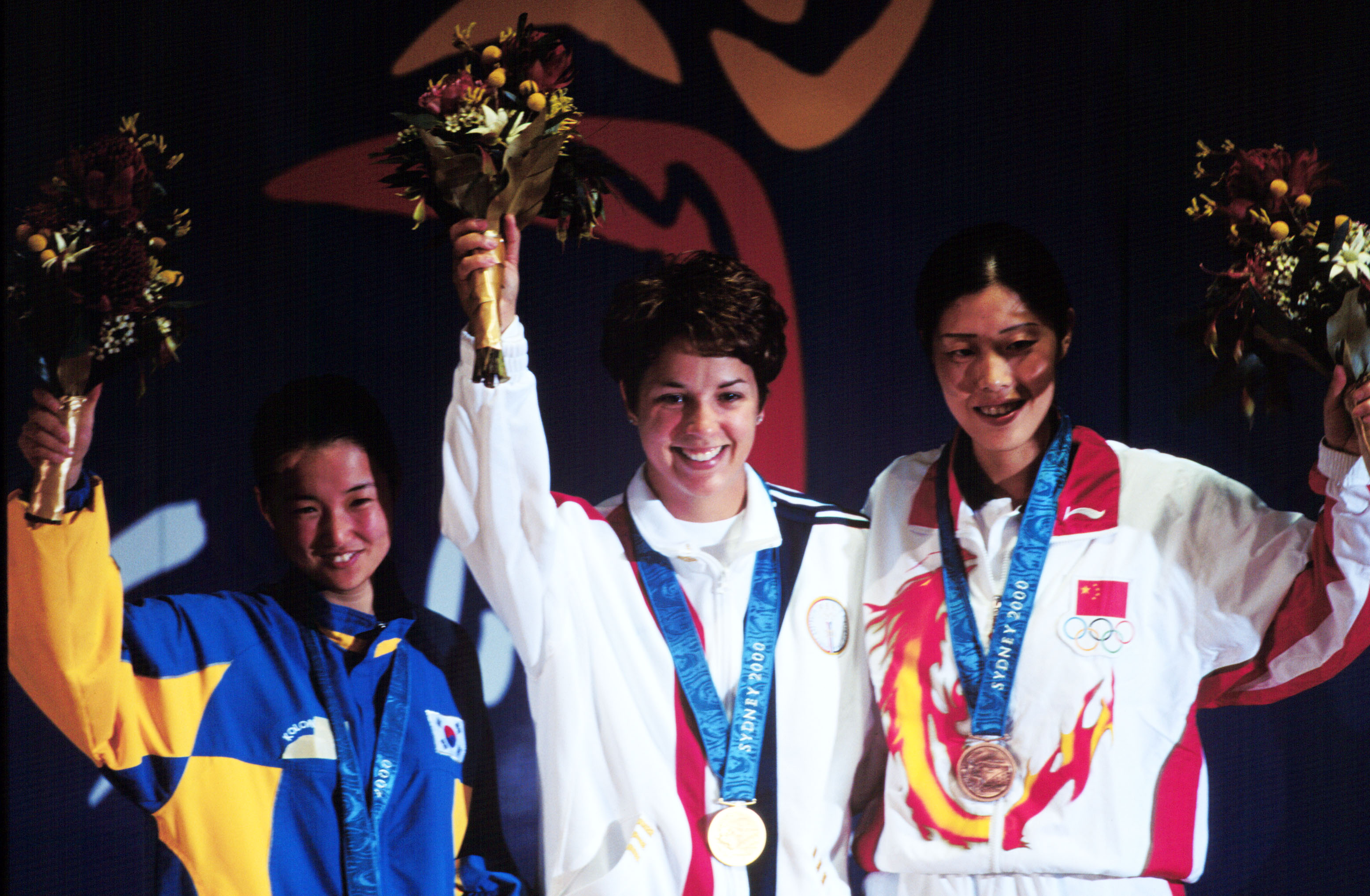
الفائزة بالميدالية الذهبية نانسي جونسون (في المنتصف) من الولايات المتحدة، ترفع يديها مع الفائزة بالميدالية الفضية كانغ تشو-هيون (على اليسار) من كوريا الجنوبية، والفائزة بالميدالية البرونزية غاو جينغ (على اليمين) من الصين، خلال أول حفل توزيع ميداليات في الألعاب الأولمبية 2000.

شهد اليوم الثاني من المنافسات تتويج أولى الميداليات الأولمبية، حيث أُقيم نهائي مسابقة البندقية الهوائية من مسافة 10 أمتار للسيدات، وفازت بالميدالية الذهبية الأميركية نانسي جونسون، مسجّلةً بذلك أول إنجاز فردي في الدورة.
سجّلت رياضة الترايثلون (السباحة، وركوب الدراجات، والجري) ظهورها الأول في البرنامج الأولمبي خلال هذه الدورة، وافتُتحت المنافسات بسباق السيدات، الذي أُقيم في محيط دار أوبرا سيدني. وقد فازت بالميدالية الذهبية بريجيت ماكماهون من سويسرا، متفوّقة على الأسترالية ميشيلي جونز التي كانت المرشحة الأبرز للفوز، لكنها اكتفت بالفضية. حققت ماكماهون الفوز في الأمتار الأخيرة من السباق، متجاوزة جونز أمام خط النهاية مباشرة.
حطم السباح الأسترالي الشاب إيان ثورب (17 عامًا)، الرقم القياسي العالمي في نهائي 400 متر حرة، قبل أن يعود للمشاركة في سباق 4×100 متر حرة للرجال. وقد سبح ثورب المرحلة الأخيرة من التتابع، ونجح في تجاوز الفريق الأميركي المتصدر، محققًا فوزًا دراماتيكيًا بفارق عشريْن من الثانية، مع تسجيل رقم قياسي عالمي جديد. حقّق الفريق الأميركي الفوز متفوّقًا على هولندا والسويد في سباق السيدات لنفس التخصص، مع تحطيم الرقم القياسي العالمي كذلك.
اضطرّ خوان أنطونيو سامارانش إلى مغادرة سيدني في وقت مبكر، في ظل تدهور الحالة الصحية لزوجته. تبلّغ خبر وفاتها بعد وصوله إلى بلاده، ورُفع العلم الأولمبي نصف السارية خلال الأيام التالية حدادًا على رحيلها، في تعبيرٍ رمزي عن التقدير والاحترام.

#### اليوم الثالث: 17 سبتمبر
سُجّل اسم الكندي سيمون ويتفيلد أول بطلًا أولمبيًا في تاريخ ترايثلون الرجال، بعد أن قدّم أداءً حاسمًا في الأمتار المئة الأخيرة من السباق، محققًا انطلاقة سريعة مكّنته من انتزاع الذهبية في السباق الافتتاحي للرجال.
توج الألماني روبرت بارتكو بذهبية المطاردة الفردية على مضمار الدراجات داخل الصالة، متفوّقًا على مواطنه ينس ليمان، وسجّل رقمًا أولمبيًا جديدًا. حطّمت الهولندية ليونتين زايلارد-فان مورسيل الرقم العالمي خلال الدور نصف النهائي في المسابقة ذاتها للسيدات.
واصل الأميركيون تألقهم في مسابقات السباحة، حيث حطّم توم دولان الرقم العالمي في 400 متر فردي متنوع، محافظًا على لقبه الذي أحرزه في أولمبياد أتلانتا 1996. كما تألّقت الهولندية إنغه دي بروين، محطّمة رقمها العالمي الخاص في 100 متر فراشة، وفازت بالذهبية متقدمة بفارق أكثر من ثانية عن أقرب منافساتها.

#### اليوم الرابع: 18 سبتمبر
كان الحدث الأبرز للأستراليين في اليوم الرابع سباق 200 متر حرة للرجال، حيث تنافس فيه النجم المحلي الصاعد إيان ثورب مع الهولندي بيتر فان دن هوغنباند، الذي كان قد انتزع الرقم العالمي من ثورب في الدور نصف النهائي. كرّر فان دن هوغنباند في النهائي نفس الزمن الذي سجله في نصف النهائي، وفاز بالميدالية الذهبية متقدمًا بنصف ثانية على ثورب، الذي اكتفى بالفضية في سباق مثير.
نال منتخب الصين الميدالية الذهبية في المسابقة العامة للفرق رجال على صعيد الجمباز الفني، بعد أن اكتفى بالمركز الثاني في نسختي 1992 و1996، فيما ذهبت الفضية إلى أوكرانيا، والبرونزية إلى روسيا.
أكدت زايلارد-فان مورسيل أحقيتها بالتوقعات التي أثيرت حولها بعد تحطيم الرقم العالمي في منافسات الدراجات، وفازت عن جدارة بالميدالية الذهبية.

#### اليوم السابع: 21 سبتمبر
شهدت منافسات الجمباز الفني للسيدات (الفردي العام) حادثة مؤسفة أثّرت بعمق على الأداء العام للمتسابقات وسلامتهن، إذ تسببت أخطاء في تثبيت جهاز حصان القفز في سلسلة من السقوط والعروض المتواضعة. عزت اللجنة المنظمة تلك الإخفاقات إلى التوتر الذهني في البداية، غير أنّ اللاعبة الأسترالية ألانا سلايتر ومدربتها بيغي ليديك لاحظتا خللًا في ارتفاع الجهاز، الأمر الذي دفع المسؤولين إلى فحصه، ليتبين أنه كان منخفضًا بمقدار خمسة سنتيمترات (نحو بوصتين) عن الارتفاع الرسمي. تعرّضت العديد من اللاعبات لإصابات أو لانهيار نفسي، رغم منحهن فرصة لإعادة المحاولة. فقد تعرّضت الصينية كوي يوانيوان لإصابة في الساق، واضطر الطاقم الطبي إلى حملها خارج الملعب، فيما تضرّرت ساق الأميركية كريستين مالوني التي كانت قد زُرع فيها قضيب تيتانيوم قبل الدورة. هيمنت رومانيا على منصة التتويج رغم هذه الظروف، حيث نالت أندريا رادوكان الذهبية، تلتها زميلتاها سيمونا أمانار وماريا أولارو بالفضية والبرونزية على التوالي.

#### اليوم التاسع: 23 سبتمبر
دخل البريطاني ستيف ريدغريف التاريخ الأولمبي، بعد تتويجه بالميدالية الذهبية في سباق الرباعي بدون دفة (تجذيف)، ليصبح من القلائل الذين فازوا بميداليات ذهبية في خمس دورات أولمبية متتالية (من 1984 حتى 2000).
أحرز الفريق الأميركي للسباحة المكوَّن من بي. جي. بيدفورد، وميغان كوان (جيندريك)، وجيني تومبسون، ودارا توريس ذهبية تتابع السيدات 4×100 متر متنوع، بزمن بلغ 3:58 دقيقة، ليصبحن أول فريق نسائي في التاريخ الأولمبي ينزل تحت حاجز الأربع دقائق، محققاتٍ رقمًا قياسيًا عالميًا جديدًا.

#### اليوم العاشر: 24 سبتمبر
تغلّب الأميركي رولون غاردنر، الذي لم يسبق له الفوز بأي لقب عالمي أو وطني بارز، على الأسطورة الروسية ألكسندر كاريلين في نهائي المصارعة الرومانية وزن فوق الثقيل في إحدى أكثر مفاجآت الدورة إثارة. وكان كاريلين قد حصد الذهب في سيول وبرشلونة وأتلانتا، ولم يخسر في أي بطولة دولية طوال 13 عامًا، ولم يستقبل نقطة واحدة في أكثر من عقد من الزمن.

#### اليوم الحادي عشر: 25 سبتمبر

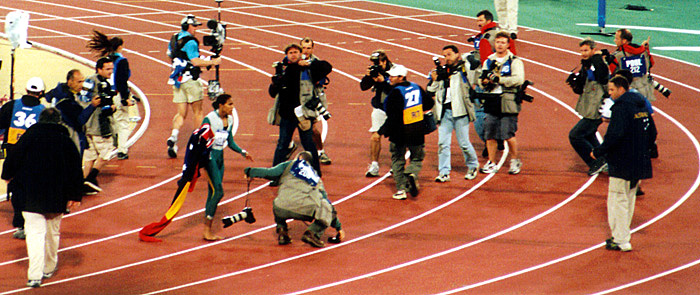
كاثي فريمان بعد نهائي 400 متر.

شهد الاستاد الأولمبي في سيدني لحظة تاريخية أمام حشد قياسي بلغ 112,524 متفرجًا، حين فازت العداءة الأسترالية كاثي فريمان بذهبية سباق 400 متر سيدات، متفوقة على الجامايكية لورين غراهام والبريطانية كاثرين ميري. وأصبحت بفوزها أول رياضية في تاريخ الألعاب تجمع بين إشعال الشعلة الأولمبية والتتويج بالذهب في الدورة نفسها.
خطف الأميركي فينس كارتر الأضواء من الجميع حين سجّل أحد أشهر الـ«دانكات» في مباراة ضمن دور المجموعات لبطولة كرة السلة للرجال بين الولايات المتحدة وفرنسا. فبعد أن استخلص الكرة، اندفع نحو السلة وقفز فوق العملاق الفرنسي فريدريك فايس (2.18 متر)، متجاوزًا إياه بمناورة مذهلة. وقد أطلقت الصحافة الفرنسية على هذه اللقطة اسم «دانك الموت» (le dunk de la mort).

#### اليوم الرابع عشر: 28 سبتمبر
نُكّس العلم الكندي في القرية الأولمبية تكريمًا لرئيس الوزراء الكندي الأسبق بيير ترودو، عقب إعلان نبأ وفاته في مونتريال (29 سبتمبر بالتوقيت المحلي، 28 سبتمبر بتوقيت سيدني)، ووقف الرياضيون الكنديون دقيقة صمت حدادًا عليه، بناءً على تعليمات من خوان أنطونيو سامارانش ووزير الخارجية الكندي لويد أكسوورثي. ظل العلم الكندي منخفضًا حتى نهاية الدورة، لإتاحة الفرصة أمام الوفد الكندي للعودة والمشاركة في مراسم الجنازة الرسمية التي أُقيمت في 3 أكتوبر، أي بعد يومين من انتهاء الألعاب.

#### اليوم السادس عشر: 30 سبتمبر
حقق منتخب الكاميرون الأولمبي إنجازًا تاريخيًا بفوزه بالميدالية الذهبية في نهائي كرة القدم للرجال على حساب منتخب إسبانيا في المباراة التي احتضنها الاستاد الأولمبي في سيدني. احتكم الفريقان إلى ركلات الترجيح بعد نهاية الوقتين الأصلي والإضافي بالتعادل، حيث فازت الكاميرون بنتيجة 5–3، لتظفر البلاد بأول ذهبية أولمبية في كرة القدم.

#### اليوم السابع عشر: 1 أكتوبر

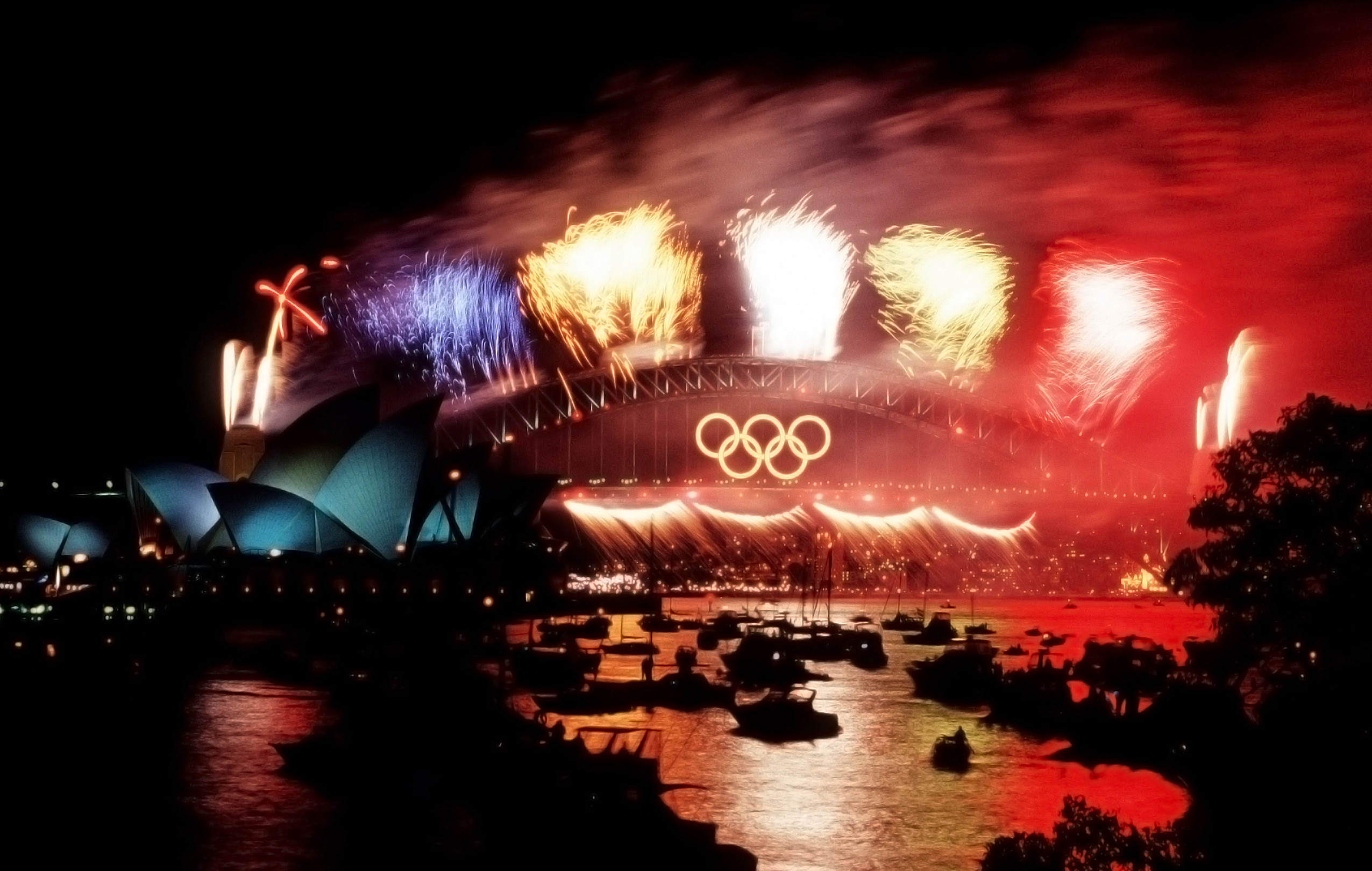
الألوان الأولمبية على جسر ميناء سيدني.

أسدل الستار على الدورة بأحد أعرق سباقات الألعاب الأولمبية، هو ماراثون الرجال، الذي انطلق من شمال سيدني باتجاه الاستاد الأولمبي. وابتسم السباق لأثيوبيا، حيث نال غزاهني أبيرا الذهبية، متفوقًا على الكيني إريك وايناينا صاحب الفضية، فيما عادت البرونزية إلى الإثيوبي الآخر تسفاي تولّا. وشكّل هذا الانتصار أول فوز إثيوبي في الماراثون الأولمبي منذ عام 1968.
أقيمت مراسم الختام التي بدأت بأداءٍ مؤثر للمغنية كريستين أنو لأغنية جزيرتي لفرقة وارومبي باند، وسط رقصة جماعية لعدد من الراقصين من السكان الأصليين (الأبورجينيين) على منصة «الجيو-دوم»، والتي رُفعت ميكانيكيًا لتشكل مجسمًا هندسيًا رمزًا لحلم الزمن لدى السكان الأصليين، بمشاركة مئات الأطفال يحملون المظلات وصناديق الإنارة لتجسيد ملامح الثقافة الأسترالية.

أعلن رئيس اللجنة الأولمبية الدولية خوان أنطونيو سامارانش في خطابه الختامي:
أشعر بالفخر والسعادة أن أعلن للعالم أنكم قدّمتم أفضل ألعاب أولمبية في التاريخ.
قُرّر لاحقًا، وبداية من دورة أثينا 2004، التخلي عن تقليد وصف الدورات بـ«الأفضل على الإطلاق»، لتُستبدل بصيغٍ أكثر مرونة، مثل «دورة لا تُنسى» (أثينا)، و«استثنائية بحق» (بكين)، و«ألعاب سعيدة ومجيدة» (لندن)، كما صرّح خلفه جاك روغ.

### الرياضات
تضمن برنامج الألعاب الأولمبية الصيفية لعام 2000 ما يقرب من 300 حدث في الرياضات الـ 28 التالية:
| \| - الرياضات المائية - الغطس (8) - السباحة (32) - السباحة التزامنية (2) - كرة الماء (2) - النبالة (4) - ألعاب القوى (46) - الريشة الطائرة (5) - البيسبول (1) - كرة السلة (2) - الملاكمة (12) \| - ركوب الكنو - السرعة (12) - التعرج (4) - ركوب الدراجات - الطريق (4) - المضمار (12) - دراجات الجبل (2) - الفروسية - الترويض (2) - الحدث (2) - قفز الحواجز(2) - المبارزة (10) \| - الهوكي على العشب (2) - كرة القدم (2) - الجمباز - جمباز فني (14) - جمباز إيقاعي (2) - الترامبولين (2) - كرة اليد (2) - الجودو (14) - الخماسي الحديث (2) - التجديف (14) - الإبحار الشراعي (11) - الرماية (17) \| - السوفتبول (1) - تنس الطاولة (4) - التايكواندو (8) - التنس (4) - الترياثلون (2) - كرة الطائرة - كرة الطائرة(2) - كرة الطائرة الشاطئية (2) - رفع الأثقال (15) - المصارعة - المصارعة الحرة (8) - المصارعة اليونانية الرومانية (8) \| | | | |
| - الرياضات المائية - الغطس (8) - السباحة (32) - السباحة التزامنية (2) - كرة الماء (2) - النبالة (4) - ألعاب القوى (46) - الريشة الطائرة (5) - البيسبول (1) - كرة السلة (2) - الملاكمة (12) | - ركوب الكنو - السرعة (12) - التعرج (4) - ركوب الدراجات - الطريق (4) - المضمار (12) - دراجات الجبل (2) - الفروسية - الترويض (2) - الحدث (2) - قفز الحواجز(2) - المبارزة (10) | - الهوكي على العشب (2) - كرة القدم (2) - الجمباز - جمباز فني (14) - جمباز إيقاعي (2) - الترامبولين (2) - كرة اليد (2) - الجودو (14) - الخماسي الحديث (2) - التجديف (14) - الإبحار الشراعي (11) - الرماية (17) | - السوفتبول (1) - تنس الطاولة (4) - التايكواندو (8) - التنس (4) - الترياثلون (2) - كرة الطائرة - كرة الطائرة(2) - كرة الطائرة الشاطئية (2) - رفع الأثقال (15) - المصارعة - المصارعة الحرة (8) - المصارعة اليونانية الرومانية (8) |

تضمن أولمبياد سيدني سباقات الكراسي المتحركة على أن يكونو فعاليات استعراضية ضمن جدول ألعاب القوى، على الرغم من إلغاء الرياضات الاستعراضية بعد الألعاب الأولمبية الصيفية 1992.
أُدخلت شروط حجر صحي خاصة للسماح بدخول الخيول إلى أستراليا للمشاركة في فعاليات الفروسية، مما أتاح إقامة هذه الفعاليات في أستراليا بدلاً من إقامتها في مكان آخر كما حدث في الألعاب الأولمبية الصيفية 1956 في ملبورن.

### التقويم
جميع التواريخ وفق التوقيت الصيفي الأسترالي الشرقي (ت ع م+11:00)؛ بينما تستخدم المدينتان الأخريان، أديلايد التوقيت المركزي الأسترالي (ت ع م+09:30) وبريزبان التوقيت الشرقي الأسترالي (ت ع م+10:00).
| افتتاح | مراسم الافتتاح | ● | مسابقات في الحدث | 1 | أحداث ميداليات ذهبية | إغلاق | مراسم الإغلاق |

| سبتمبر/أكتوبر 2000       | سبتمبر/أكتوبر 2000       | سبتمبر    | سبتمبر  | سبتمبر  | سبتمبر | سبتمبر | سبتمبر   | سبتمبر    | سبتمبر    | سبتمبر  | سبتمبر  | سبتمبر | سبتمبر | سبتمبر   | سبتمبر    | سبتمبر    | سبتمبر  | سبتمبر  | سبتمبر | أكتوبر | الأحداث       |
| سبتمبر/أكتوبر 2000       | سبتمبر/أكتوبر 2000       | 13 أربعاء | 14 خميس | 15 جمعة | 16 سبت | 17 أحد | 18 إثنين | 19 ثلاثاء | 20 أربعاء | 21 خميس | 22 جمعة | 23 سبت | 24 أحد | 25 إثنين | 26 ثلاثاء | 27 أربعاء | 28 خميس | 29 جمعة | 30 سبت | 1 أحد  | الأحداث       |
| ------------------------ | ------------------------ | --------- | ------- | ------- | ------ | ------ | -------- | --------- | --------- | ------- | ------- | ------ | ------ | -------- | --------- | --------- | ------- | ------- | ------ | ------ | ------------- |
| المراسم                  | المراسم                  |           |         | افتتاح  |        |        |          |           |           |         |         |        |        |          |           |           |         |         |        | إغلاق  | —             |
| الألعاب المائية          | الغطس                    |           |         |         |        |        |          |           |           |         | ●       | 2      | 1      | ●        | 1         | ●         | 3       | ●       | 1      |        | 44            |
| الألعاب المائية          | سباحة                    |           |         |         | 4      | 4      | 4        | 4         | 4         | 4       | 4       | 4      |        |          |           |           |         |         |        |        | 44            |
| الألعاب المائية          | سباحة تزامنية            |           |         |         |        |        |          |           |           |         |         |        | ●      | ●        | 1         |           | ●       | 1       |        |        | 44            |
| الألعاب المائية          | كرة الماء                |           |         |         | ●      | ●      | ●        | ●         | ●         |         | ●       | 1      | ●      | ●        | ●         | ●         |         | ●       | ●      | 1      | 44            |
| نبالة                    | نبالة                    |           |         |         | ●      | ●      | ●        | 1         | 1         | 1       | 1       |        |        |          |           |           |         |         |        |        | 4             |
| ألعاب قوى                | ألعاب قوى                |           |         |         |        |        |          |           |           |         | 2       | 3      | 5      | 9        |           | 7         | 6       | 5       | 8      | 1      | 46            |
| ريشة طائرة               | ريشة طائرة               |           |         |         | ●      | ●      | ●        | ●         | 2         | 1       | 2       |        |        |          |           |           |         |         |        |        | 5             |
| بيسبول/سوفتبول           |                          |           |         |         |        |        |          |           |           |         |         |        |        |          |           |           |         |         |        |        |               |
| بيسبول                   |                          |           |         |         | ●      | ●      | ●        | ●         |           | ●       | ●       | ●      |        | ●        | 1         |           |         |         |        | 2      |               |
| سوفتبول                  |                          |           |         |         | ●      | ●      | ●        | ●         | ●         | ●       | ●       |        | ●      | 1        |           |           |         |         |        | 2      |               |
| كرة سلة                  | كرة سلة                  |           |         |         | ●      | ●      | ●        | ●         | ●         | ●       | ●       | ●      | ●      | ●        | ●         | ●         | ●       | ●       | 1      | 1      | 2             |
| ملاكمة                   | ملاكمة                   |           |         |         | ●      | ●      | ●        | ●         | ●         | ●       | ●       | ●      | ●      |          | ●         | ●         | ●       | ●       | 6      | 6      | 12            |
| ركوب الكنو               | السرعة                   |           |         |         |        | ●      | 2        | ●         | 2         |         |         |        |        |          |           |           |         |         |        |        | 16            |
| ركوب الكنو               | التعرج                   |           |         |         |        |        |          |           |           |         |         |        |        |          | ●         | ●         | ●       | ●       | 6      | 6      | 16            |
| ركوب دراجات              | طريق                     |           |         |         |        |        |          |           |           |         |         |        |        |          | 1         | 1         |         |         | 2      |        | 18            |
| ركوب دراجات              | مضمار                    |           |         |         | 2      | 2      | 1        | 1         | 3         | 3       |         |        |        |          |           |           |         |         |        |        | 18            |
| ركوب دراجات              | دراجات الجبل             |           |         |         |        |        |          |           |           |         |         | 1      | 1      |          |           |           |         |         |        |        | 18            |
| فروسية                   | فروسية                   |           |         |         | ●      |        | ●        | 1         | ●         | ●       | 1       |        |        | ●        | 1         |           | 1       | ●       | 1      | 1      | 6             |
| مبارزة                   | مبارزة                   |           |         |         | 1      | 1      | 1        | 1         | 1         | 2       | 1       | 1      | 1      |          |           |           |         |         |        |        | 10            |
| هوكي على العشب           | هوكي على العشب           |           |         |         | ●      | ●      | ●        | ●         | ●         | ●       | ●       | ●      | ●      | ●        | ●         | ●         | ●       | 1       | 1      |        | 2             |
| كرة قدم                  | كرة قدم                  | ●         | ●       |         | ●      | ●      |          | ●         | ●         |         | ●       | ●      |        | ●        | ●         |           | 1       | ●       | 1      |        | 2             |
| جمباز                    | فني                      |           |         |         | ●      | ●      | 1        | 1         | 1         | 1       |         |        | 5      | 5        |           |           |         |         |        |        | 18            |
| جمباز                    | إيقاعي                   |           |         |         |        |        |          |           |           |         |         |        |        |          |           |           | ●       | ●       | 1      | 1      | 18            |
| جمباز                    | ترامبولين                |           |         |         |        |        |          |           |           |         | 1       | 1      |        |          |           |           |         |         |        |        | 18            |
| كرة يد                   | كرة يد                   |           |         |         | ●      | ●      | ●        | ●         | ●         | ●       | ●       | ●      | ●      | ●        | ●         |           | ●       | ●       | 1      | 1      | 2             |
| جودو                     | جودو                     |           |         |         | 2      | 2      | 2        | 2         | 2         | 2       | 2       |        |        |          |           |           |         |         |        |        | 14            |
| خماسي حديث               | خماسي حديث               |           |         |         |        |        |          |           |           |         |         |        |        |          |           |           |         |         | 1      | 1      | 2             |
| تجديف                    | تجديف                    |           |         |         |        | ●      | ●        | ●         | ●         | ●       | ●       | 7      | 7      |          |           |           |         |         |        |        | 14            |
| إبحار شراعي              | إبحار شراعي              |           |         |         |        | ●      | ●        | ●         | ●         | ●       | ●       | ●      | 3      | 1        | ●         |           | 2       | 2       | 3      |        | 11            |
| رماية                    | رماية                    |           |         |         | 2      | 2      | 2        | 2         | 3         | 2       | 2       |        |        |          |           |           |         |         |        |        | 17            |
| تنس طاولة                | تنس طاولة                |           |         |         | ●      | ●      | ●        | ●         | ●         | ●       | 1       | 1      | 1      | 1        |           |           |         |         |        |        | 4             |
| تايكواندو                | تايكواندو                |           |         |         |        |        |          |           |           |         |         |        |        |          |           | 2         | 2       | 2       | 2      |        | 8             |
| تنس                      | تنس                      |           |         |         |        |        |          | ●         | ●         | ●       | ●       | ●      | ●      | ●        | ●         | 2         | 2       |         |        |        | 4             |
| ترياثلون                 | ترياثلون                 |           |         |         | 1      | 1      |          |           |           |         |         |        |        |          |           |           |         |         |        |        | 2             |
| كرة طائرة                | كرة طائرة شاطئية         |           |         |         | ●      | ●      | ●        | ●         |           | ●       | ●       | ●      | ●      | 1        | 1         |           |         |         |        |        | 4             |
| كرة طائرة                | كرة طائرة داخل الصالات   |           |         |         | ●      | ●      | ●        | ●         | ●         | ●       | ●       | ●      | ●      | ●        | ●         | ●         | ●       | ●       | 1      | 1      | 4             |
| رفع أثقال                | رفع أثقال                |           |         |         | 1      | 2      | 2        | 2         | 2         |         | 2       | 1      | 1      | 1        | 1         |           |         |         |        |        | 15            |
| مصارعة                   | مصارعة                   |           |         |         |        |        |          |           |           |         |         |        | ●      | ●        | 4         | 4         | ●       | ●       | 4      | 4      | 16            |
| أحداث الميداليات اليومية | أحداث الميداليات اليومية |           |         |         | 13     | 14     | 15       | 15        | 18        | 18      | 18      | 26     | 25     | 18       | 11        | 17        | 17      | 11      | 40     | 24     | 300           |
| المجموع التراكمي         | المجموع التراكمي         |           |         |         | 13     | 27     | 42       | 57        | 75        | 93      | 111     | 137    | 162    | 180      | 191       | 208       | 225     | 236     | 276    | 300    | 300           |
| سبتمبر/أكتوبر 2000       | سبتمبر/أكتوبر 2000       | 13 أربعاء | 14 خميس | 15 جمعة | 16 سبت | 17 أحد | 18 إثنين | 19 ثلاثاء | 20 أربعاء | 21 خميس | 22 جمعة | 23 سبت | 24 أحد | 25 إثنين | 26 ثلاثاء | 27 أربعاء | 28 خميس | 29 جمعة | 30 سبت | 1 أحد  | مجموع الأحداث |
| سبتمبر/أكتوبر 2000       | سبتمبر/أكتوبر 2000       | سبتمبر    | سبتمبر  | سبتمبر  | سبتمبر | سبتمبر | سبتمبر   | سبتمبر    | سبتمبر    | سبتمبر  | سبتمبر  | سبتمبر | سبتمبر | سبتمبر   | سبتمبر    | سبتمبر    | سبتمبر  | سبتمبر  | سبتمبر | أكنوبر | مجموع الأحداث |

### اللجان الأولمبية الوطنية المشاركة

البلدان المشاركة

عدد الرياضيين

شهدت دورة الألعاب الأولمبية الصيفية في سيدني عام 2000 مشاركة 199 لجنة أولمبية وطنية، أي بزيادة لجنتين عن عدد المشاركين في أولمبياد أتلانتا 1996. وإضافةً إلى هذه الوفود، شارك أربعة رياضيين من تيمور الشرقية تحت مسمى «رياضيين أولمبيين مستقلين»، وذلك في ظل غياب لجنة أولمبية وطنية مُعترف بها آنذاك. وسجّلت كلٌّ من إريتريا، ولايات ميكرونيسيا المتحدة وبالاو حضورها الأول في تاريخ الألعاب الأولمبية.
عادت جمهورية الكونغو الديمقراطية إلى المنافسات بهذا الاسم، بعدما كانت تشارك في الدورات السابقة بين عامي 1984 و1996 تحت مسمّى زائير.
كانت أفغانستان الدولة الوحيدة التي شاركت في أولمبياد 1996 ولم تُشارك في دورة سيدني، رغم امتلاكها لجنة أولمبية وطنية، وذلك بسبب حظر فرضته اللجنة الأولمبية الدولية جرّاء نظام طالبان القمعي الذي كان يحظر ممارسة الرياضة ويقمع حقوق النساء بشكل صارم.
| اللجان الأولمبية الوطنية المشاركة |
| --- |
| - ألبانيا (4) - الجزائر (47) - ساموا الأمريكية (4) - أندورا (5) - أنغولا (30) - أنتيغوا وباربودا (3) - الأرجنتين (143) - أرمينيا (25) - أروبا (5) - أستراليا (617) (المضيف) - النمسا (92) - أذربيجان (31) - جزر البهاما (25) - البحرين (4) - بنغلاديش (5) - باربادوس (18) - بيلاروس (139) - بلجيكا (68) - بليز (2) - بنين (4) - برمودا (6) - بوتان (2) - بوليفيا (5) - البوسنة والهرسك (9) - بوتسوانا (7) - البرازيل (198) - جزر العذراء البريطانية (1) - بروناي (2) - بلغاريا (91) - بوركينا فاسو (4) - بوروندي (6) - كمبوديا (4) - الكاميرون (34) - كندا (294) - الرأس الأخضر (2) - جزر كايمان (3) - جمهورية إفريقيا الوسطى (3) - تشاد (2) - تشيلي (50) - الصين (271) - كولومبيا (44) - جزر القمر (2) - جمهورية الكونغو (5) - جزر كوك (2) - كوستاريكا (7) - كرواتيا (88) - كوبا (229) - قبرص (22) - جمهورية التشيك (119) - جمهورية الكونغو الديمقراطية (2) - الدنمارك (97) - جيبوتي (2) - دومينيكا (4) - جمهورية الدومينيكان (13) - الإكوادور (10) - مصر (89) - السلفادور (8) - غينيا الاستوائية (4) - إرتريا (3) - إستونيا (33) - إثيوبيا (26) - ولايات ميكرونيسيا المتحدة (5) - فيجي (7) - فنلندا (70) - فرنسا (336) - الغابون (5) - غامبيا (2) - جورجيا (36) - ألمانيا (422) - غانا (22) - بريطانيا العظمى (310) - اليونان (140) - غرينادا (3) - غوام (7) - غواتيمالا (15) - غينيا (6) - غينيا بيساو (3) - غيانا (4) - هايتي (5) - هندوراس (20) - هونغ كونغ (31) - المجر (178) - آيسلندا (18) - الهند (65) - الرياضيون الأولمبيون المستقلون في الألعاب الأولمبية (4) - إندونيسيا (47) - إيران (33) - العراق (4) - جزيرة أيرلندا (64) - إسرائيل (39) - إيطاليا (361) - ساحل العاج (14) - جامايكا (48) - اليابان (266) - الأردن (8) - كازاخستان (130) - كينيا (56) - الكويت (29) - قيرغيزستان (48) - لاوس (3) - لاتفيا (45) - لبنان (6) - ليسوتو (6) - ليبيريا (8) - ليبيا (3) - ليختنشتاين (2) - ليتوانيا (61) - لوكسمبورغ (7) - مقدونيا (10) - مدغشقر (11) - مالاوي (2) - ماليزيا (40) - المالديف (4) - مالي (5) - مالطا (7) - موريتانيا (2) - موريشيوس (20) - المكسيك (78) - مولدوفا (34) - موناكو (4) - منغوليا (20) - المغرب (55) - موزمبيق (5) - مينمار (7) - ناميبيا (11) - ناورو (2) - نيبال (5) - هولندا (231) - جزر الأنتيل الهولندية (7) - نيوزيلندا (147) - نيكاراغوا (6) - النيجر (4) - نيجيريا (83) - كوريا الشمالية (31) - النرويج (93) - عمان (6) - باكستان (27) - بالاو (5) - فلسطين (2) - بنما (6) - بابوا غينيا الجديدة (5) - باراغواي (5) - بيرو (21) - الفلبين (20) - بولندا (187) - البرتغال (61) - بورتوريكو (29) - قطر (17) - رومانيا (145) - روسيا (435) - رواندا (5) - سانت كيتس ونيفيس (2) - سانت لوسيا (5) - سانت فينسنت والغرينادين (4) - ساموا (5) - سان مارينو (4) - ساو تومي وبرينسيب (2) - السعودية (18) - السنغال (26) - سيشل (9) - سيراليون (3) - سنغافورة (14) - سلوفاكيا (108) - سلوفينيا (74) - جزر سليمان (2) - الصومال (2) - جنوب إفريقيا (127) - كوريا الجنوبية (281) - إسبانيا (321) - سريلانكا (18) - السودان (3) - سورينام (4) - إسواتيني (6) - السويد (150) - سويسرا (102) - سوريا (8) - تايبيه الصينية (55) - طاجيكستان (4) - تنزانيا (4) - تايلاند (52) - توغو (3) - تونغا (3) - ترينيداد وتوباغو (19) - تونس (47) - تركيا (57) - تركمانستان (8) - أوغندا (13) - أوكرانيا (230) - الإمارات العربية المتحدة (4) - الولايات المتحدة (586) - الأوروغواي (15) - أوزبكستان (70) - فانواتو (3) - فنزويلا (50) - فيتنام (7) - جزر العذراء (9) - اليمن (2) - يوغوسلافيا (109) - زامبيا (8) - زيمبابوي (16) |

### عدد الرياضيين حسب اللجنة الأولمبية الوطنية
شارك في هذه النسخة 10،647 رياضيًا من 199 لجنة أولمبية وطنية.
| الرمز الأولمبي (IOC) | الدولة                                              | عدد الرياضيين |
| -------------------- | --------------------------------------------------- | ------------- |
| ALB                  | ألبانيا                                             | 4             |
| ALG                  | الجزائر                                             | 47            |
| ASA                  | ساموا الأمريكية                                     | 4             |
| AND                  | أندورا                                              | 5             |
| ANG                  | أنغولا                                              | 30            |
| ANT                  | أنتيغوا وباربودا                                    | 3             |
| ARG                  | الأرجنتين                                           | 143           |
| ARM                  | أرمينيا                                             | 25            |
| ARU                  | أروبا                                               | 5             |
| AUS                  | أستراليا                                            | 617           |
| AUT                  | النمسا                                              | 92            |
| AZE                  | أذربيجان                                            | 31            |
| BAH                  | جزر البهاما                                         | 25            |
| BRN                  | البحرين                                             | 4             |
| BAN                  | بنغلاديش                                            | 5             |
| BAR                  | باربادوس                                            | 18            |
| BLR                  | بيلاروس                                             | 139           |
| BEL                  | بلجيكا                                              | 68            |
| BIZ                  | بليز                                                | 2             |
| BEN                  | بنين                                                | 4             |
| BER                  | برمودا                                              | 6             |
| BHU                  | بوتان                                               | 2             |
| BOL                  | بوليفيا                                             | 5             |
| BIH                  | البوسنة والهرسك                                     | 9             |
| BOT                  | بوتسوانا                                            | 7             |
| BRA                  | البرازيل                                            | 198           |
| IVB                  | جزر العذراء البريطانية                              | 1             |
| BRU                  | بروناي                                              | 2             |
| BUL                  | بلغاريا                                             | 91            |
| BUR                  | بوركينا فاسو                                        | 4             |
| BDI                  | بوروندي                                             | 6             |
| CAM                  | كمبوديا                                             | 4             |
| CMR                  | الكاميرون                                           | 34            |
| CAN                  | كندا                                                | 294           |
| CPV                  | الرأس الأخضر                                        | 2             |
| CAY                  | جزر كايمان                                          | 3             |
| CAF                  | جمهورية إفريقيا الوسطى                              | 3             |
| CHA                  | تشاد                                                | 2             |
| CHI                  | تشيلي                                               | 50            |
| CHN                  | الصين                                               | 271           |
| COL                  | كولومبيا                                            | 44            |
| COM                  | جزر القمر                                           | 2             |
| CGO                  | جمهورية الكونغو                                     | 5             |
| COK                  | جزر كوك                                             | 2             |
| CRC                  | كوستاريكا                                           | 7             |
| CRO                  | كرواتيا                                             | 88            |
| CUB                  | كوبا                                                | 229           |
| CYP                  | قبرص                                                | 22            |
| CZE                  | جمهورية التشيك                                      | 119           |
| COD                  | جمهورية الكونغو الديمقراطية                         | 2             |
| DEN                  | الدنمارك                                            | 97            |
| DJI                  | جيبوتي                                              | 2             |
| DMA                  | دومينيكا                                            | 4             |
| DOM                  | جمهورية الدومينيكان                                 | 13            |
| ECU                  | الإكوادور                                           | 10            |
| EGY                  | مصر                                                 | 89            |
| ESA                  | السلفادور                                           | 8             |
| GEQ                  | غينيا الاستوائية                                    | 4             |
| ERI                  | إرتريا                                              | 3             |
| EST                  | إستونيا                                             | 33            |
| ETH                  | إثيوبيا                                             | 26            |
| FSM                  | ولايات ميكرونيسيا المتحدة                           | 5             |
| FIJ                  | فيجي                                                | 7             |
| FIN                  | فنلندا                                              | 70            |
| FRA                  | فرنسا                                               | 336           |
| GAB                  | الغابون                                             | 5             |
| GAM                  | غامبيا                                              | 2             |
| GEO                  | جورجيا                                              | 36            |
| GER                  | ألمانيا                                             | 422           |
| GHA                  | غانا                                                | 22            |
| GBR                  | بريطانيا العظمى                                     | 310           |
| GRE                  | اليونان                                             | 140           |
| GRN                  | غرينادا                                             | 3             |
| GUM                  | غوام                                                | 7             |
| GUA                  | غواتيمالا                                           | 15            |
| GUI                  | غينيا                                               | 6             |
| GBS                  | غينيا بيساو                                         | 3             |
| GUY                  | غيانا                                               | 4             |
| HAI                  | هايتي                                               | 5             |
| HON                  | هندوراس                                             | 20            |
| HKG                  | هونغ كونغ                                           | 31            |
| HUN                  | المجر                                               | 178           |
| ISL                  | آيسلندا                                             | 18            |
| IND                  | الهند                                               | 65            |
| IOA                  | الرياضيون الأولمبيون المستقلون في الألعاب الأولمبية | 4             |
| INA                  | إندونيسيا                                           | 47            |
| IRI                  | إيران                                               | 33            |
| IRQ                  | العراق                                              | 4             |
| IRL                  | جزيرة أيرلندا                                       | 64            |
| ISR                  | إسرائيل                                             | 39            |
| ITA                  | إيطاليا                                             | 361           |
| CIV                  | ساحل العاج                                          | 14            |
| JAM                  | جامايكا                                             | 48            |
| JPN                  | اليابان                                             | 266           |
| JOR                  | الأردن                                              | 8             |
| KAZ                  | كازاخستان                                           | 130           |
| KEN                  | كينيا                                               | 56            |
| KUW                  | الكويت                                              | 29            |
| KGZ                  | قيرغيزستان                                          | 48            |
| LAO                  | لاوس                                                | 3             |
| LAT                  | لاتفيا                                              | 45            |
| LIB                  | لبنان                                               | 6             |
| LES                  | ليسوتو                                              | 6             |
| LBR                  | ليبيريا                                             | 8             |
| LBA                  | ليبيا                                               | 3             |
| LIE                  | ليختنشتاين                                          | 2             |
| LTU                  | ليتوانيا                                            | 61            |
| LUX                  | لوكسمبورغ                                           | 7             |
| MKD                  | مقدونيا                                             | 10            |
| MAD                  | مدغشقر                                              | 11            |
| MAW                  | مالاوي                                              | 2             |
| MAS                  | ماليزيا                                             | 40            |
| MDV                  | المالديف                                            | 4             |
| MLI                  | مالي                                                | 5             |
| MLT                  | مالطا                                               | 7             |
| MTN                  | موريتانيا                                           | 2             |
| MRI                  | موريشيوس                                            | 20            |
| MEX                  | المكسيك                                             | 78            |
| MDA                  | مولدوفا                                             | 34            |
| MON                  | موناكو                                              | 4             |
| MGL                  | منغوليا                                             | 20            |
| MAR                  | المغرب                                              | 55            |
| MOZ                  | موزمبيق                                             | 5             |
| MYA                  | مينمار                                              | 7             |
| NAM                  | ناميبيا                                             | 11            |
| NRU                  | ناورو                                               | 2             |
| NEP                  | نيبال                                               | 5             |
| NED                  | هولندا                                              | 231           |
| AHO                  | جزر الأنتيل الهولندية                               | 7             |
| NZL                  | نيوزيلندا                                           | 147           |
| NCA                  | نيكاراغوا                                           | 6             |
| NIG                  | النيجر                                              | 4             |
| NGR                  | نيجيريا                                             | 83            |
| PRK                  | كوريا الشمالية                                      | 31            |
| NOR                  | النرويج                                             | 93            |
| OMA                  | عمان                                                | 6             |
| PAK                  | باكستان                                             | 27            |
| PLW                  | بالاو                                               | 5             |
| PLE                  | فلسطين                                              | 2             |
| PAN                  | بنما                                                | 6             |
| PNG                  | بابوا غينيا الجديدة                                 | 5             |
| PAR                  | باراغواي                                            | 5             |
| PER                  | بيرو                                                | 21            |
| PHI                  | الفلبين                                             | 20            |
| POL                  | بولندا                                              | 187           |
| POR                  | البرتغال                                            | 61            |
| PUR                  | بورتوريكو                                           | 29            |
| QAT                  | قطر                                                 | 17            |
| ROU                  | رومانيا                                             | 145           |
| RUS                  | روسيا                                               | 435           |
| RWA                  | رواندا                                              | 5             |
| SKN                  | سانت كيتس ونيفيس                                    | 2             |
| LCA                  | سانت لوسيا                                          | 5             |
| VIN                  | سانت فينسنت والغرينادين                             | 4             |
| SAM                  | ساموا                                               | 5             |
| SMR                  | سان مارينو                                          | 4             |
| STP                  | ساو تومي وبرينسيب                                   | 2             |
| KSA                  | السعودية                                            | 18            |
| SEN                  | السنغال                                             | 26            |
| SEY                  | سيشل                                                | 9             |
| SLE                  | سيراليون                                            | 3             |
| SIN                  | سنغافورة                                            | 14            |
| SVK                  | سلوفاكيا                                            | 108           |
| SLO                  | سلوفينيا                                            | 74            |
| SOL                  | جزر سليمان                                          | 2             |
| SOM                  | الصومال                                             | 2             |
| RSA                  | جنوب إفريقيا                                        | 127           |
| KOR                  | كوريا الجنوبية                                      | 281           |
| ESP                  | إسبانيا                                             | 321           |
| SRI                  | سريلانكا                                            | 18            |
| SUD                  | السودان                                             | 3             |
| SUR                  | سورينام                                             | 4             |
| SWZ                  | إسواتيني                                            | 6             |
| SWE                  | السويد                                              | 150           |
| SUI                  | سويسرا                                              | 102           |
| SYR                  | سوريا                                               | 8             |
| TPE                  | تايبيه الصينية                                      | 55            |
| TJK                  | طاجيكستان                                           | 4             |
| TAN                  | تنزانيا                                             | 4             |
| THA                  | تايلاند                                             | 52            |
| TOG                  | توغو                                                | 3             |
| TRI                  | ترينيداد وتوباغو                                    | 19            |
| TUN                  | تونس                                                | 47            |
| TUR                  | تركيا                                               | 57            |
| TKM                  | تركمانستان                                          | 8             |
| UGA                  | أوغندا                                              | 13            |
| UKR                  | أوكرانيا                                            | 230           |
| UAE                  | الإمارات العربية المتحدة                            | 4             |
| USA                  | الولايات المتحدة                                    | 586           |
| URU                  | الأوروغواي                                          | 15            |
| UZB                  | أوزبكستان                                           | 70            |
| VAN                  | فانواتو                                             | 3             |
| VEN                  | فنزويلا                                             | 50            |
| VIE                  | فيتنام                                              | 7             |
| ISV                  | جزر العذراء                                         | 9             |
| YEM                  | اليمن                                               | 2             |
| YUG                  | يوغوسلافيا                                          | 109           |
| ZAM                  | زامبيا                                              | 8             |
| ZIM                  | زيمبابوي                                            | 16            |

## الميداليات
هذه هي الدول العشر الأولى التي فازت بميداليات في أولمبياد 2000.
يعتمد التصنيف في هذا الجدول على المعلومات المقدمة من اللجنة الأولمبية الدولية. قد تكون بعض المصادر الأخرى غير متسقة بسبب عدم أخذ جميع حالات المنشطات اللاحقة في الاعتبار.
  *   البلد المضيف (مضيف)
| المرتبة | فريق             | ذهبية | فضية | برونزية | المجموع |
| ------- | ---------------- | ----- | ---- | ------- | ------- |
| 1       | الولايات المتحدة | 37    | 24   | 32      | 93      |
| 2       | روسيا            | 32    | 28   | 29      | 89      |
| 3       | الصين            | 28    | 16   | 15      | 59      |
| 4       | أستراليا*        | 16    | 25   | 17      | 58      |
| 5       | ألمانيا          | 13    | 17   | 26      | 56      |
| 6       | فرنسا            | 13    | 14   | 11      | 38      |
| 7       | إيطاليا          | 13    | 8    | 13      | 34      |
| 8       | هولندا           | 12    | 9    | 4       | 25      |
| 9       | كوبا             | 11    | 11   | 7       | 29      |
| 10      | بريطانيا العظمى  | 11    | 10   | 7       | 28      |
| المجموع | المجموع          | 186   | 162  | 161     | 509     |

## التنظيم

### الهيئات المنظمة للأولمبياد
تولّت عدة هيئات شبه حكومية مسؤولية تشييد البنية التحتية وتنظيم وتنفيذ فعاليات دورة الألعاب الأولمبية في سيدني 2000، ومن أبرزها:
- اللجنة المنظمة لدورة الألعاب الأولمبية في سيدني واللجنة المنظمة للألعاب البارالمبية، وقد كانتا الجهتين الرئيسيتين المسؤولتين عن إقامة الألعاب وتنظيم فعالياتها.
- هيئة التنسيق الأولمبي، وتولّت الإشراف على أعمال البناء والتشييد.
- هيئة الطرق والمواصلات الأولمبية.
- مركز القيادة الأمنية للأولمبياد[الإنجليزية].
- مركز الاستخبارات الأولمبي.
- القوة المشتركة الذهبية[الإنجليزية] التابعة لقوات الدفاع الأسترالية.
- هيئة البث الأولمبي في سيدني، التي كانت رسميًا جزءًا من اللجنة المنظمة لدورة الألعاب الأولمبية في سيدني.
- شركة آي بي إم، المزوّد الرئيسي للتقنية ومركز القيادة التقنية.
- شركة تلسترا، المزوّد الرئيسي للاتصالات.
- شركة الأحداث الكبرى العظيمة[الإنجليزية]، التي تولّت إدارة الفعاليات والتسويق.

عملت هذه الهيئات بتنسيق وثيق مع عدد من الجهات الدولية والوطنية، أبرزها:
- اللجنة الأولمبية الدولية.
- اللجنة البارالمبية الدولية.
- اللجنة الأولمبية الأسترالية[الإنجليزية].
- اللجنة البارالمبية الأسترالية.
- اللجان الأولمبية الوطنية الأخرى البالغ عددها 197 لجنة.
- اللجان البارالمبية الوطنية وعددها 125 لجنة.
- الاتحادات الرياضية الدولية البالغ عددها 33 اتحادًا.
- الحكومات الأسترالية الثلاث (الاتحادية، وحكومة ولاية نيو ساوث ويلز، والحكومات المحلية).
- عشرات الجهات الراعية الرسمية، ومئات الشركات المورّدة المعتمدة.

ويُشار إلى هذه الشبكة الواسعة من الهيئات والجهات مجتمعة باسم «الأسرة الأولمبية».

### تنظيم الألعاب البارالمبية
كانت مسؤولية تنظيم دورة الألعاب البارالمبية الصيفية 2000 تابعة للجنة المنظمة للألعاب البارالمبية في سيدني. غير أن الكثير من جوانب التخطيط والتنفيذ أُسندت فعليًا إلى اللجنة المنظمة، ما جعل العديد من البرامج التشغيلية مشتركة بين الأولمبياد والبارالمبياد من حيث التخطيط والتنفيذ.

### فعاليات أولمبية موازية
لم يقتصر التنظيم على المنافسات الرياضية فحسب، بل شمل أيضًا إدارة — وأحيانًا إنشاء — المنشآت الرياضية والمرافق المحيطة بها، وتنظيم شعلة الأولمبياد التي انطلقت من اليونان وعبرت عددًا من دول جزر أوقيانوسيا قبل وصولها إلى أستراليا، إلى جانب تنظيم مهرجان سيدني الأولمبي للفنون الذي رافق الدورة.

### مراحل المشروع الأولمبي
نُظر إلى تنظيم الدورة الأولمبية باعتباره مشروعًا وطنيًا ضخمًا، جرى تنفيذه عبر خمس مراحل زمنية رئيسة:
- 1993–1996: مرحلة التمركز والتأسيس.
- 1997: الدخول في التشغيل الفعلي.
- 1998: مرحلة التوريد والتهيئة المكانية.
- 1999: الاختبار والتحسين.
- 2000: التنفيذ الفعلي.
- 2001: ما بعد التنفيذ وإجراءات الإغلاق والتفكيك.

### الهيكل التنظيمي للجنة المنظمة.
شهد الهيكل التنظيمي الداخلي للجنة المنظمة لدورة الألعاب الأولمبية في سيدني تحولات متكررة وجذرية على امتداد مراحل المشروع، تماشيًا مع تطور الاحتياجات التنظيمية والاستعدادات التشغيلية.
استقر التنظيم الإداري على نموذج وظيفي بالدرجة الأولى بحلول أواخر عام 1998، إذ تألف الهيكل القيادي تحت إشراف المدير التنفيذي ديفيد هولواي من خمس مجموعات رئيسة (أديرت من قبل مديري مجموعات عامين ونائب المدير التنفيذي)، ضمت بدورها عشرين إدارة تخصصية (أشرف عليها مديرون عامون)، انقسمت إلى برامج فرعية ومشروعات تنفيذية.
طرأ تحول هيكلي بارز في عام 1999، إذ جرى تفكيك الوحدات الوظيفية إلى فرق عمل جغرافية وفق المواقع والمنشآت (أشرف عليها مديرو مناطق ومديرو منشآت)، وبدأ موظفو الوحدات الوظيفية في تقديم تقاريرهم إلى كل من مديري المجالات التخصصية ومديري المواقع. تبنّت اللجنة المنظمة نموذج الهيكل المصفوفي (Matrix Structure)، الذي يجمع بين التقسيمين الوظيفي والجغرافي، مع هذا التحول في آلية التنظيم. وقد كانت إدارة كرة القدم بين الولايات، التي كانت قائمة منذ عام 1998، أول وحدة تنظيمية تعتمد هذا النموذج القائم على التوزيع الجغرافي.

### برنامج المتطوعين
ترجع جذور برنامج المتطوعين لأولمبياد سيدني 2000 إلى مراحل مبكرة من ملف الاستضافة، وتحديدًا إلى عام 1992.
اجتمع عدد من مواطني سيدني المهتمين بإمكانية استضافة مدينتهم للألعاب الأولمبية والبارالمبية في مقر بيت الرياضة في منتزه وينتوورث بارك في السابع عشر من ديسمبر 1992، إيذانًا بانطلاق أولى بوادر البرنامج.
ازداد عدد المتطوعين من نحو 42 إلى ما يقرب من 500 متطوع مع مرور الوقت، وتحديدًا حتى عام 1999 بعد نيل سيدني شرف الاستضافة، عُرفوا لاحقًا باسم المتطوعين الروّاد. وقد أشرفت إدارة خدمات المتطوعين في اللجنة المنظمة على هذا البرنامج بالتعاون مع مؤسسات بارزة مثل مركز العمل التطوعي، وهيئات التعليم المهني مثل التعليم التقني والإضافي. ويجتمع بعض هؤلاء المتطوعين الروّاد حتى اليوم كل أربعة أشهر، ما يُعد إرثًا غير منظور للألعاب، عكس روحًا مجتمعية غير مسبوقة.
شارك ما يقرب من 46,967 متطوعًا في مختلف مواقع المنافسات وأرجاء المدينة خلال فترة إقامة الألعاب، مقدمين دعمًا لوجستيًا وإنسانيًا بالغ الأهمية. أقيم لهم موكب تكريمي خاص مماثل للموكب الذي أُقيم تكريمًا للرياضيين قبل أيام قليلة من نهاية الدورة.

### المرافق والمنشآت
احتضنت دورة الألعاب الأولمبية في سيدني 2000 عددًا كبيرًا من المرافق الرياضية المتوزعة بين منتزه سيدني الأولمبي ومواقع أخرى داخل المدينة وخارجها، وجرى تجهيزها بمعايير عالمية لاستضافة مختلف المنافسات الأولمبية.

#### منتزه سيدني الأولمبي

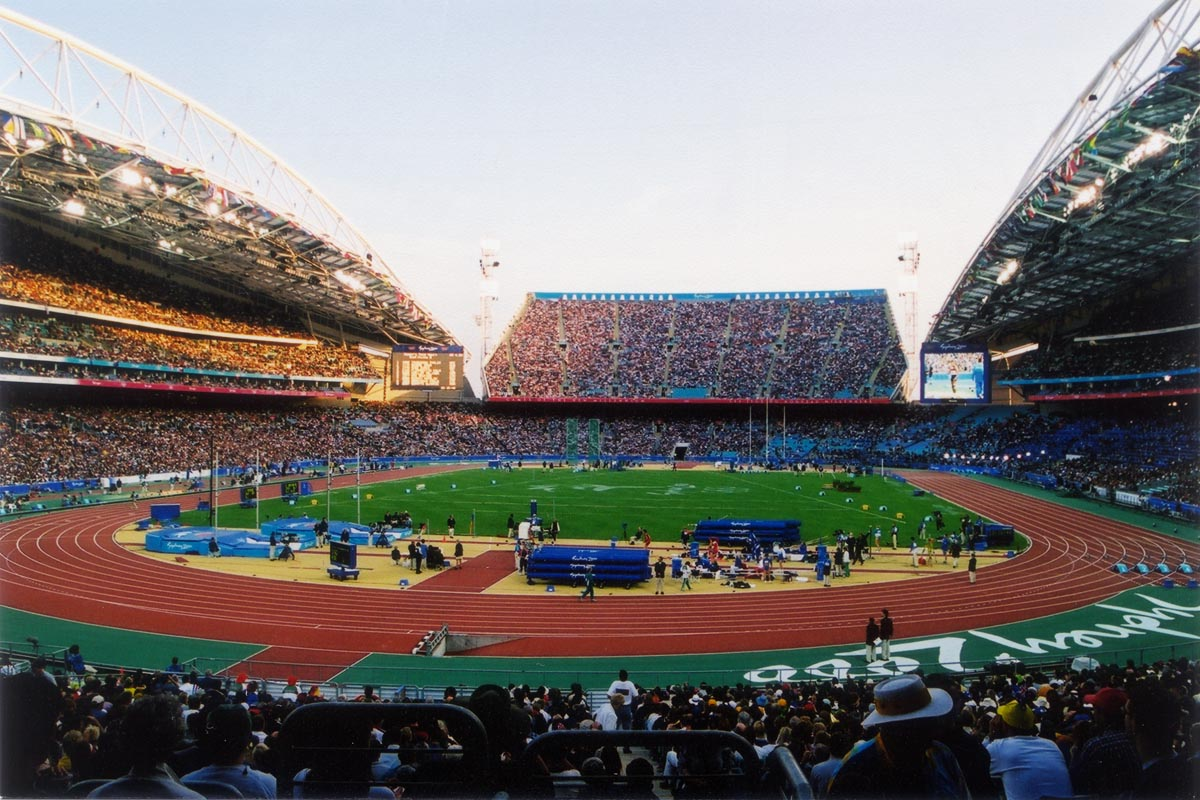
ملعب أستراليا

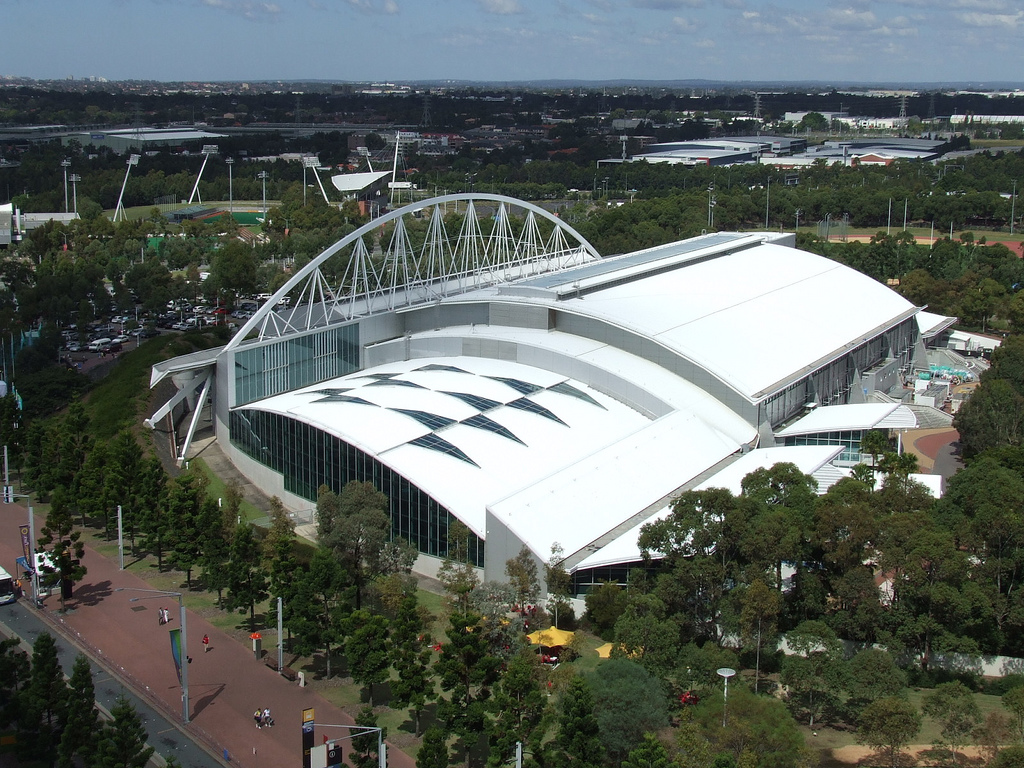
مركز سيدني الأولمبي للألعاب المائية

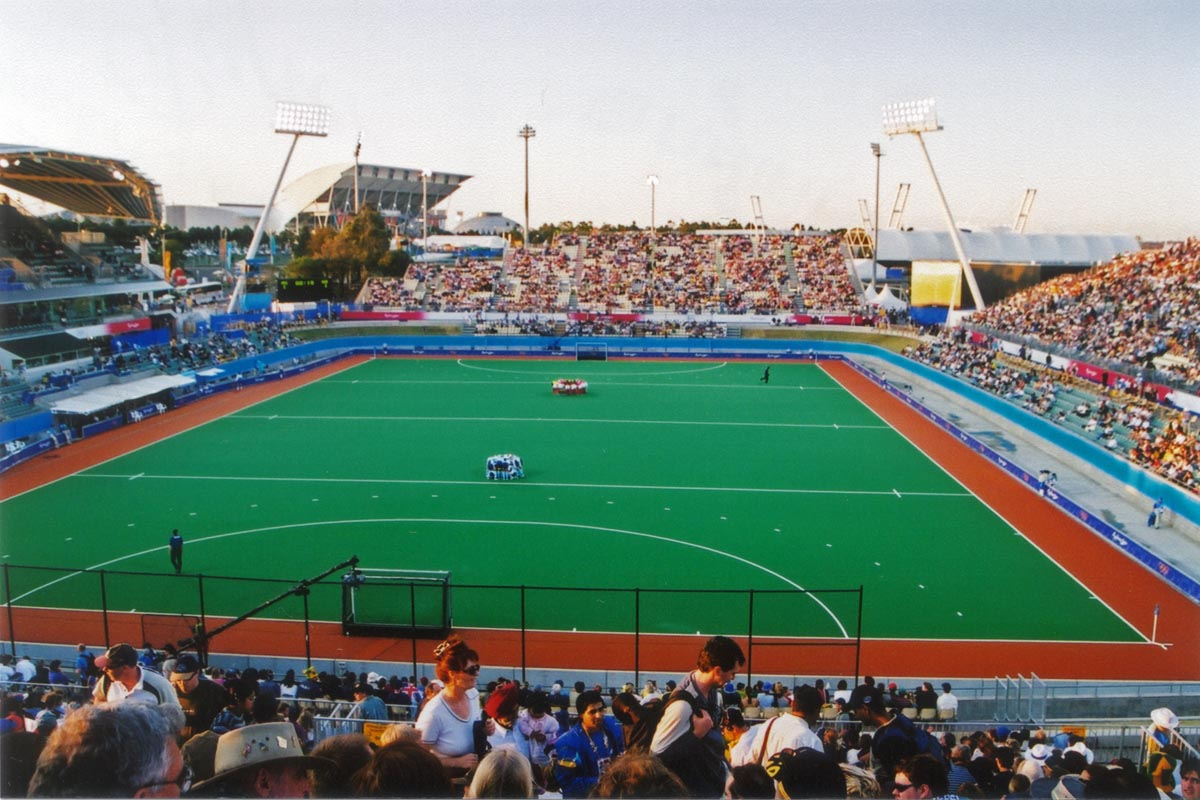
مركز هوكي الولاية

- الملعب الأولمبي: استضاف حفلي الافتتاح والختام، إضافة إلى مسابقات ألعاب القوى ونهائي كرة القدم.
- المركز الدولي للألعاب المائية في سيدني[الإنجليزية]: احتضن منافسات السباحة، الغطس، السباحة المتزامنة، مباريات التتويج في كرة الماء، إضافة إلى فقرة السباحة ضمن الخماسي الحديث.
- مركز الرياضات الأولمبية[الإنجليزية]: استُخدم في منافسات تنس الطاولة والتايكوندو.
- مركز نيوساوث ويلز للتنس[الإنجليزية]: خصص لمنافسات التنس.
- مركز هوكي الولاية[الإنجليزية]: استضاف مسابقات الهوكي.
- القبة والمجمع الاستعراضي[الإنجليزية]: احتضن منافسات الريشة الطائرة، كرة السلة، الجمباز الإيقاعي، نهائي كرة اليد، والرماية والمبارزة ضمن الخماسي الحديث، فضلًا عن الكرة الطائرة داخل الصالات.
- سوبر دوم سيدني: خصص لمنافسات الجمباز الفني والترامبولين، بالإضافة إلى نهائي كرة السلة.
- استاد البيسبول في سيدني[الإنجليزية]: احتضن مسابقات البيسبول، إضافة إلى الفروسية والعدو ضمن الخماسي الحديث.
- حديقة سيدني الدولية للرماية بالقوس[الإنجليزية]: خُصصت لمنافسات الرماية بالقوس.

#### داخل مدينة سيدني

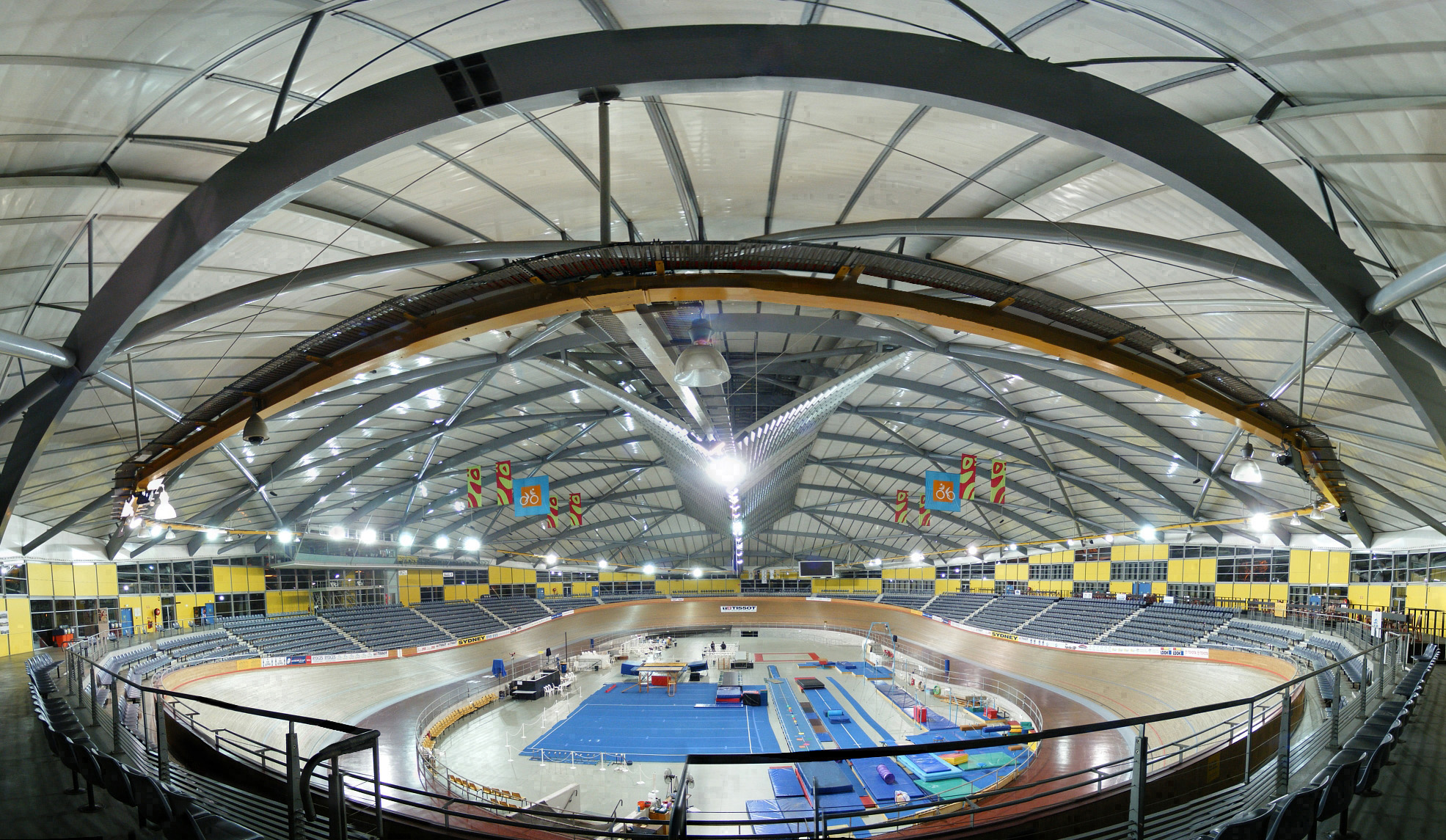
مضمار دانك غراي

- مركز المؤتمرات والمعارض[الإنجليزية]: استضاف منافسات الملاكمة، الجودو، المصارعة، رفع الأثقال والمبارزة.
- مركز سيدني الترفيهي[الإنجليزية]: شهد نهائي الكرة الطائرة داخل الصالات.
- مضمار دانك غراي[الإنجليزية]: خصص لسباقات الدراجات داخل المضمار.
- مركز سيدني الدولي للرماية[الإنجليزية]: احتضن مسابقات الرماية.
- المركز الدولي للفروسية في سيدني[الإنجليزية]: استُخدم لمنافسات الفروسية.
- مركز سيدني الدولي للتجديف[الإنجليزية]: استضاف مسابقات التجديف والكانوي (السرعة).
- مركز بلاكتاون الأولمبي[الإنجليزية]: خصص لمنافسات البيسبول والسوفتبول.
- منتزهات غرب سيدني[الإنجليزية]: احتضنت سباقات الدراجات الجبلية.
- مركز رايد المائي الترفيهي[الإنجليزية]: استُخدم لمنافسات كرة الماء.
- ملعب بينريث وايت ووتر[الإنجليزية]: خصص لمنافسات الكانوي (المنحدرات).
- شاطئ بوندي: استُخدم لمنافسات الكرة الطائرة الشاطئية.
- ملعب سيدني لكرة القدم: احتضن مباريات كرة القدم.
- قاعدة الإبحار الأولمبية[الإنجليزية]: خصصت لمنافسات الإبحار.
- منتزهات سنتنيال[الإنجليزية]: احتضنت سباقات الدراجات على الطرق.
- مسار الماراثون: امتد عبر أرجاء سيدني لمنافسات الماراثون، بدءًا من شمال المدينة.
- دار أوبرا سيدني: كانت مسرحًا لمنافسات الترياثلون.

#### خارج سيدني
- ملعب كانبيرا – كانبيرا: استضاف عددًا من مباريات كرة القدم.
- ملعب هندمارش – أديلايد: استُخدم أيضًا لمباريات كرة القدم.
- ملعب ملبورن للكريكت – ملبورن: احتضن مباريات كرة القدم.
- ملعب ذا غابا[الإنجليزية] (ملعب بريزبن للكريكت) – بريزبان: خُصص لمباريات كرة القدم كذلك.

## مهرجان الفنون الأولمبية في سيدني
حافظت الدورات الأولمبية الحديثة على الإرث الثقافي المتوارث من التقليد الإغريقي القديم، الذي جمع بين المنافسات الرياضية والعروض الثقافية، منذ انطلاقها عام 1896، حيث ارتبطت الفعاليات الفنية بالحدث الرياضي. تبنّى كل بلد مضيف سلسلة من أربعة مهرجانات فنية كبرى تُنظّم قبل وأثناء الألعاب الأولمبية ابتداءً من دورة برشلونة 1992. أُقيم في هذا السياق مهرجان الفنون الأولمبية في سيدني ليواكب دورة الألعاب لعام 2000، بتنسيق من المدير الفني ديفيد غالن، وامتد على مراحل متعددة مثّلتها أربعة مهرجانات كبرى.

#### 1.مهرجان الحلم[الإنجليزية]– 1997
كان باكورة هذه السلسلة، وأشرفت عليه رودا روبرتس، التي شاركت لاحقًا في إخراج فقرات من حفل الافتتاح. أبرز المهرجان الإرث الثقافي للسكان الأصليين، وأقيمت فعالياته في دار أوبرا سيدني، من بينها تقديم نص «حلم ليلة منتصف الصيف» لشكسبير بأداء فرقة من السكان الأصليين، بالإضافة إلى عرض مسرحية «في انتظار غودو» لصموئيل بيكيت باللغة البندجلنجية.

#### 2. مهرجان «تحوّل بحري»
استكشف هذا المهرجان تأثير البحر على الحياة الأسترالية، بوصفه مرآة للتحوّلات السياسية والثقافية في أستراليا، وشاركت فيه فرق فنية من أستراليا وجزر أوقيانوسيا.

#### 3. مهرجان «نحو العالم» – 1998–2000
مثّل هذا المهرجان جولة ثقافية عالمية امتدت من نوفمبر 1998 إلى يناير 2000، وطافت القارات الخمس الممثَّلة في الحلقات الأولمبية (أوروبا، إفريقيا، آسيا، الأمريكيتين، وأوقيانوسيا). وقدّمت الجولة عروضًا ومعارض فنية وإعلامية عرّفت بثقافة أستراليا للعالم.

#### 4. مهرجان سيدني 2000 للفنون – من 18 أغسطس إلى 26 سبتمبر
شكّل هذا المهرجان ذروة البرنامج الفني، وافتُتح قبل أربعة أسابيع من انطلاق المنافسات الرياضية، واستمر حتى اليوم الأخير من الألعاب. افتُتح بمراسم ترحيب للسكان الأصليين تحت عنوان Tubowgule («لقاء المياه»)، صمّمها ستيفن بايج، وبدأت على شاطئ لا بيروز قرب خليج بوتاني وانتهت عند رأس بينيلونغ أمام دار الأوبرا، حيث قدّمت فرقة «مسرح بانجارا للرقص» عرضًا بعنوان «طاقة أستراليا». كان العرض الافتتاحي الرسمي للمهرجان هو السيمفونية رقم 8 لـ غوستاف مالر المعروفة بـ«سيمفونية الألف»، وقد أُقيم في سوبر دوم سيدني بمصاحبة عرض ناري موسيقي ضخم. ضمّ المهرجان عروضًا موسيقية ومسرحية ورقصات، وأقيمت غالبيتها في دار أوبرا سيدني، إلى جانب مسرح الملكة (Her Majesty's Theatre) ومسرح الكابيتول. شاركت فيه فرق موسيقية مرموقة مثل أوركسترا سيدني السيمفونية، أوركسترا لا سكالا الفيلهارمونية، أوركسترا نيوزيلندا السيمفونية، أوركسترا ملبورن السيمفونية، الأوركسترا الأسترالية للموسيقى الكلاسيكية، أوركسترا آسيا للشباب، وأوركسترا أستراليا للشباب. كما قُدّمت عروض أوبرا وغناء ومسرحيات، ما أضفى على الألعاب بعدًا ثقافيًا متكاملًا عزّز من صورتها عالميًا.

## التسويق

### الشعار الرسمي
تولّت شركة FHA لتصميم الصور، ومقرّها ملبورن، تصميم الهوية البصرية العامة لدورة الألعاب الأولمبية في سيدني 2000. وقد اختير شعارٌ تعبيري أُطلق عليه اسم «رجل الألفية»، يُجسّد عدّاءً يحمل الشعلة في وضعية حركة ديناميكية، صُوّر بأسلوب تجريدي متعدد الألوان. تُمثّل ذراعاه وساقاه شكلَي البوميرانغ التقليدي الأسترالي، فيما يحاكي أثر الدخان المنبعث من الشعلة ملامح سقف دار أوبرا سيدني—وهو عنصر بصري سبق استخدامه في شعار حملة الترشيح. أوضح المدير الإبداعي آنذاك، ريتشارد هندرسون، أن الهدف من التصميم كان تحقيق بساطة كافية تُمكّن الطفل من رسمه، وتجنّب الرموز المستهلكة مثل الكنغر والكوالا، مع غرس شعورٍ بالفخر بالابتكار الأسترالي وتفاؤل بمطلع الألفية الجديدة، بما يتماشى مع روحية الألعاب.

### التمائم الرسمية
اختيرت ثلاث تمائم رسمية لأولمبياد سيدني 2000، وهي:
- سيد (Syd): بلاتيبوس (خلد الماء)
- ميلي (Millie): إيكيدنا (آكل نمل شوكي)
- أولي (Olly): كوكابورا (طائر أسترالي)[43]

صمّم الشخصيات ماثيو هاتان وجوزيف سيكيريس، فيما ابتكر أسماءها فيليب شيلدون من وكالة ويكيز موريس أوسبورن، ردًّا على اقتراح سابق من اللجنة المنظمة بتسمية التمائم بأسماء شخصيات رياضية أسترالية شهيرة: موراي، ومارجوري، ودون.
برزت تميمة بديلة ساخرة عُرفت باسم فاتسو الوومبات المؤخرة الكبيرة(Fatso the Fat-Arsed Wombat)، أنشأها الثنائي الكوميدي الأسترالي روي وإتش جي ضمن سلسلتهما الساخرة «الحلم»، التي بثّت خلال الألعاب. وُلدت الشخصية كنوع من السخرية من تنامي الطابع التجاري للأولمبياد، وغالبًا ما سخر الثنائي من التمائم الرسمية، منادينها تهكميًا بـ«أولي، ميلي وديكهيد». لم يُنتَج من دمية «فاتسو» القماشية سوى نسختين فقط، إحداهما وُضعت في القرية الأولمبية، وقد هُرّبت على نحو مثير للجدل إلى منصة التتويج من قِبل الفريق الأسترالي في سباق التتابع 4×200 متر سباحة. حقّقت التميمة شعبية طاغية لدى شريحة من الجمهور الأسترالي، حتى أن البعض فضّلها على التمائم الرسمية. بيعت إحدى الدميتين في مزادٍ خيري بمبلغ 80,450 دولارًا أستراليًا لصالح كيري ستوكس، المدير التنفيذي لشبكة سفن. كما نُصب مجسّمٌ لتميمة فاتسو خارج ستاد أستراليا تخليدًا لمساهمات المتطوعين في تنظيم الألعاب.

### الرعاة
| رعاة دورة الألعاب الأولمبية الصيفية 2000 |
| الشركاء الأولمبيون العالميون - أتوس أوريجن - شركة كوكا كولا - آي بي إم - جون هانكوك - كوداك - ماكدونالدز - باناسونيك - إلكترونيات سامسونج - سبورتس إليسترايتد - سواتش - فيزا - زيروكس |
| الشركاء الأستراليون - أيه إم بي - أنسيت أستراليا - بي اتش بي - إنرجي أستراليا - هولدن - نيوز ليمتد - باسيفيك دنلوب - شبكة سفن - سواتش - تلسترا - جامعة فيرفاكس - ويستفيلد - ويستباك |
| الداعمون - محطة 2يوئيه - أديكو - بوندز - بونلاك - بورال - كارلتون ويونايتد برويريز - أندية نيو ساوث ويلز - غودمان فيلدر - نايكي - أوليكس كيبيلز - دار سك العملة في بيرث - روبرت تيمز - مصنع سك العملة الملكي الأسترالي - شل - سليبمايكر - معهد التعليم التقني الإضافي نيو ساوث ويلز - ترافيلاند - تايكو الدولية |
| المزوّدون - أفيس - خدمات بيركلي تشالنج للتنظيف - بسباك - كادبوري - سيتي سيرتش - كلين إيفينت - كليبسال - كراون ليفت تراكس - دي بي شنكر - دايموند برس - فريزر ناش - غاريت لأجهزة الكشف عن المعادن - جنرال إلكتريك - جنرال لوكيشن - جورج وستون فودز - مشاريع القرش الأبيض العظيم - مختبرات هاميلتونز - هارلي-ديفيدسون - لايف مايندرز.كوم - ليندمانز - لينفوكس - لوك سمارت - ميسترال للأجهزة المنزلية - وزارة تكنولوجيا المعلومات والإدارة في نيو ساوث ويلز - باسيفيك لإدارة النفايات - راملر للأثاث - روغن - سالومون سميث بارني - سوندرز ديزاين - شو باور - سونيك هيلث كير - سبيدو - فال مورغان - فايسي - خدمات النفايات في نيو ساوث ويلز - وولكوت للأبحاث - وولمارك |

## الميداليات وباقات الزهور

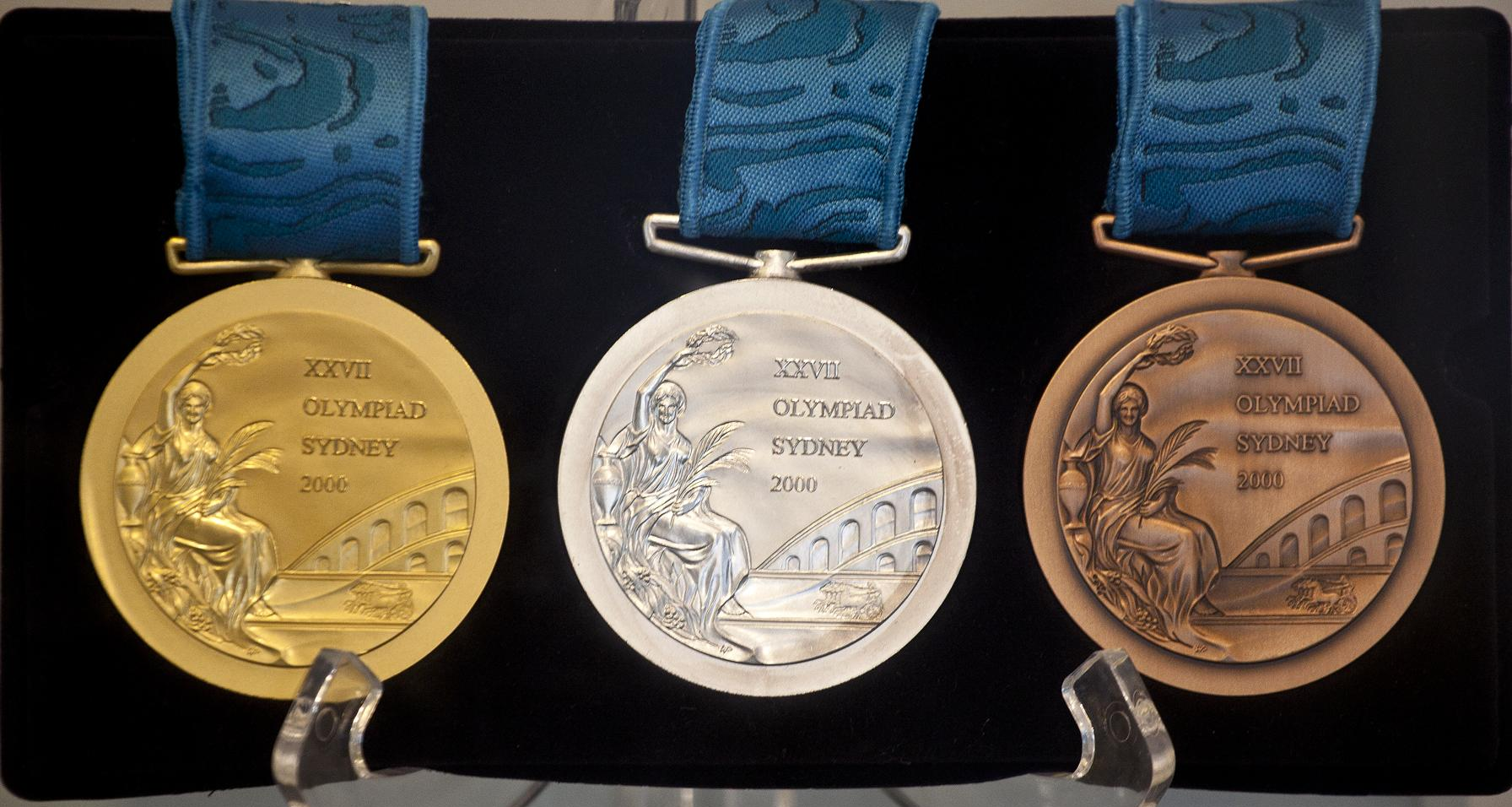
الميداليات الذهبية والفضية والبرونزية من دورة الألعاب الأولمبية الصيفية 2000

صُنِع ما مجموعه 750 ميدالية ذهبية، و750 فضية، و780 برونزية خصيصًا لدورة الألعاب الأولمبية 2000. وقد احتوت الميداليات الذهبية والفضية على 99.99% من الفضة النقية، في حين صيغت الميداليات البرونزية من مزيج يضم 99% من البرونز و1% من الفضة، وصُنعت عبر صهر قطع نقدية أسترالية من فئتي السنت والاثنين سنتًا، كانت قد أُزيلت من التداول اعتبارًا من عام 1992.
أما باقات الزهور التي قُدّمت للفائزين، فقد زُيّنت بأغصان من نبتة «غريفيليا بايليانا»، المعروفة أيضًا باسم «البلوط الأبيض».

## الجوائز والتكريمات
منحت اللجنة الأولمبية الدولية مدينة سيدني وسكانها جائزة بيير دي كوبرتان تقديرًا لما أظهروه من تعاون وروح بهجة أثناء استضافة الألعاب، وما قدّموه من حفاوة لجميع الرياضيين والزائرين من مختلف أنحاء العالم.
مُنحت قوة شرطة ولاية نيو ساوث ويلز الإذن باستخدام شعار الحلقات الأولمبية ضمن وسام وتوصية جديدة عقب انتهاء الألعاب، تكريمًا لها من اللجنة الأولمبية الدولية على تنظيمها ما عُدّ «الألعاب الأكثر أمانًا» في التاريخ الأولمبي.

### جوائز مو
تُعد جوائز مو الترفيهية الأسترالية جوائز سنوية كرّمت إنجازات قطاع الترفيه الحي في أستراليا بين عامي 1975 و2016.
فازت الاحتفالية الافتتاحية لدورة الألعاب الأولمبية الصيفية 2000 بجائزة «الفعالية الخاصة للعام» لعام 2000.

## في الثقافة الشعبية
ظهرت ألعاب سيدني الأولمبية 2000 في عدد من الأعمال الأدبية والتلفزيونية والتخييلية، منها:
- في رواية توم كلانسي المثيرة «رينبو سيكس» وتكييفها في لعبة فيديو، تُشكل الألعاب الأولمبية لعام 2000 إطارًا لمؤامرة من قبل إرهابيين بيئيين يخططون لنشر عامل بيولوجي مميت عبر نظام التبريد في ملعب أستراليا.[56]
- في كتاب الأطفال «تود ريج[الإنجليزية]» لموريس غلايتزمان[الإنجليزية]، يسافر ضفدع قصب إلى سيدني في محاولة ليصبح التميمة الأولمبية.[57]
- «الألعاب[الإنجليزية]» كانت مسلسلًا تلفزيونيًا وثائقيًا ساخرًا من إنتاج قناة إيه بي سي، عُرض في عامي 1998 و2000. سخر المسلسل من الفساد والمحسوبية في الحركة الأولمبية، والتهاون البيروقراطي في الخدمة العامة في نيو ساوث ويلز، والسلوك غير الأخلاقي في السياسة والإعلام. من السمات غير المعتادة للعرض أن الشخصيات كانت تشترك في نفس أسماء الممثلين الذين قاموا بأدوارها.[58]
- في عالم لعبة تقمص الأدوار «سايبربانك»، لم تُقم الألعاب الأولمبية لعام 2000 بسبب الإفلاس ومقاطعة الدول التي تدعم مطالب الأراضي الأصلية للسكان الأستراليين الأصليين.[59]

## أنظر أيضًا
- الألعاب البارالمبية الصيفية 2000
- ألعاب صيفية نُظّمت في أستراليا
  - الألعاب الأولمبية الصيفية 1956 – ملبورن
  - الألعاب الأولمبية الصيفية 2000 – سيدني
  - الألعاب الأولمبية الصيفية 2032 – بريزبان
- قائمة رموز بلدان اللجنة الأولمبية الدولية
- جون كوتس

## روابط خارجية
- 2000 Summer Olympics Official site
- Official Report Vol. 1, Vol. 2, Vol. 3
- "2000 Summer Olympics Official Site". مؤرشف من الأصل في 2000-11-09. اطلع عليه بتاريخ 2016-09-13.
- 2000 Summer Olympics – collection of archived websites
- Sydney Olympic Games Information
- Sydney Olympic Park
- Sydney Olympic Games, 2000 – Australian Government
- Sydney 2000 Games Collection at the Powerhouse Museum نسخة محفوظة 9 May 2008 على موقع واي باك مشين. – information and audio files
- "Satellite view of 2000 Sydney Olympics sites". مؤرشف من الأصل في 2004-04-18.
- Spirit of Sydney Volunteers Website – Website maintained by and for Sydney 2000 Volunteer Alumni
- Official 10th Anniversary Volunteers Website – Official 10th Anniversary Volunteers Website